# Élections municipales de 2014 dans l'Essonne
Les élections municipales se sont déroulées les 23 et 30 mars 2014 dans l'Essonne.

## Maires sortants et maires élus
Le scrutin est marqué par quelques changements notoires. Avec le seul gain de Dourdan, la gauche subit de nombreux revers. Dans les villes de plus de 10 000 habitants : Athis-Mons, Brétigny-sur-Orge, Chilly-Mazarin, Epinay-sous-Sénart, Igny, Juvisy-sur-Orge, Montgeron, Palaiseau et Viry-Châtillon. Ayant raflé la mise dans la plupart de ces villes, la droite progresse également dans les communes plus modestes comme à Boissy-sous-Saint-Yon, Crosne, Saint-Germain-les-Arpajon, Saint-Pierre-du-Perray, Villabé et Wissous. Elle connaît cependant un revers à Angerville et Etréchy. Les centristes l'emportent dans plusieurs autres communes de moins de 10.000 habitants : La Ferté-Alais, Lardy, Longpont-sur-Orge, Saintry-sur-Seine en plus de Brétigny-sur-Orge, Igny, Montlhéry et Viry-Châtillon tout en se maintenant à Ballainvilliers, Bures-sur-Yvette, Itteville, Limours, Linas, Massy, Mennecy, Vigneux-sur-Seine. Le parti de Nicolas Dupont-Aignan conserve sa mairie à Yerres.
| Commune                   | Population | Maire sortant                | Parti | Parti | Maire élu                    | Parti | Parti |
| ------------------------- | ---------- | ---------------------------- | ----- | ----- | ---------------------------- | ----- | ----- |
| Angerville                | 3 934      | Lucien Chaumette             |       | DVD   | Johann Mittelhausser         |       | SE    |
| Arpajon                   | 10 704     | Christian Béraud             |       | PS    | Christian Béraud             |       | PS    |
| Athis-Mons                | 29 831     | François Garcia              |       | DVG   | Christine Rodier             |       | UMP   |
| Ballainvilliers           | 3 779      | Brigitte Puech               |       | UDI   | Brigitte Puech               |       | UDI   |
| Ballancourt-sur-Essonne   | 7 425      | Charles de Bourbon Busset    |       | DVD   | Jacques Mione                |       | DVD   |
| Bièvres                   | 4 462      | Hervé Hocquard               |       | UMP   | Anne Pelletier-le Barbier    |       | DVD   |
| Boissy-sous-Saint-Yon     | 3 713      | Jean-Marcel Meyssonnier      |       | PS    | Maurice Dorizon              |       | DVD   |
| Bondoufle                 | 9 222      | Jean Hartz                   |       | UMP   | Jean Hartz                   |       | UMP   |
| Boussy-Saint-Antoine      | 6 241      | Romain Colas                 |       | PS    | Romain Colas                 |       | PS    |
| Boutigny-sur-Essonne      | 3 061      | Patrick Redon                |       | DVD   | Daniel Denibas               |       | DVD   |
| Brétigny-sur-Orge         | 24 264     | Bernard Decaux               |       | PS    | Nicolas Méary                |       | UDI   |
| Breuillet                 | 8 361      | Bernard Sprotti              |       | UMP   | Bernard Sprotti              |       | UMP   |
| Briis-sous-Forges         | 3 491      | Bernard Véra                 |       | PCF   | Bernard Véra                 |       | PCF   |
| Brunoy                    | 25 492     | Bruno Gallier                |       | UMP   | Bruno Gallier                |       | UMP   |
| Bruyères-le-Châtel        | 3 389      | Thierry Rouyer               |       | DVD   | Thierry Rouyer               |       | DVD   |
| Bures-sur-Yvette          | 9 676      | Jean-François Vigier         |       | UDI   | Jean-François Vigier         |       | UDI   |
| Cerny                     | 3 310      | Marie-Claire Grzeskowiak     |       | DVD   | Marie-Claire Chambaret       |       | SE    |
| Chilly-Mazarin            | 18 843     | Rafika Rezgui                |       | PS    | Jean-Paul Beneytou           |       | UMP   |
| Corbeil-Essonnes          | 44 223     | Jean-Pierre Bechter          |       | UMP   | Jean-Pierre Bechter          |       | UMP   |
| Courcouronnes             | 13 696     | Stéphane Beaudet             |       | UMP   | Stéphane Beaudet             |       | UMP   |
| Crosne                    | 9 190      | Alain Girard                 |       | PS    | Michaël Damiati              |       | UMP   |
| Dourdan                   | 10 036     | Olivier Legois               |       | UDI   | Maryvonne Boquet             |       | PS    |
| Draveil                   | 28 646     | Georges Tron                 |       | UMP   | Georges Tron                 |       | UMP   |
| Égly                      | 5 314      | Guy Goupil                   |       | DVD   | Gérard Marconnet             |       | DVD   |
| Épinay-sous-Sénart        | 12 129     | Christine Scelle-Maury       |       | PRG   | Georges Pujals               |       | DVD   |
| Épinay-sur-Orge           | 10 349     | Guy Malherbe                 |       | UMP   | Guy Malherbe                 |       | UMP   |
| Étampes                   | 24 013     | Franck Marlin                |       | UMP   | Franck Marlin                |       | UMP   |
| Étiolles                  | 3 101      | Philippe Brun                |       | UMP   | Philippe Jumelle             |       | DVD   |
| Étréchy                   | 6 318      | Julien Bourgeois             |       | UMP   | Élisabeth Dailly             |       | SE    |
| Évry                      | 52 184     | Francis Chouat               |       | PS    | Francis Chouat               |       | PS    |
| Fleury-Mérogis            | 9 110      | David Derrouet               |       | PS    | David Derrouet               |       | PS    |
| Forges-les-Bains          | 3 748      | Antoine Lestien              |       | DVD   | Marie Chabrier               |       | DVD   |
| Gif-sur-Yvette            | 20 622     | Michel Bournat               |       | UMP   | Michel Bournat               |       | UMP   |
| Grigny                    | 27 179     | Philippe Rio                 |       | PCF   | Philippe Rio                 |       | PCF   |
| Igny                      | 10 522     | Françoise Ribière            |       | PS    | Francisque Vigouroux         |       | UDI   |
| Itteville                 | 6 568      | Alexandre Spada              |       | PR    | Alexandre Spada              |       | UDI   |
| Juvisy-sur-Orge           | 14 924     | Étienne Chaufour             |       | DVG   | Robin Reda                   |       | UMP   |
| La Ferté-Alais            | 3 994      | Marie-Annick Piere           |       | DVG   | Marie-Annick Piere           |       | MoDem |
| La Norville               | 4 048      | Bernard Filleul              |       | PS    | Bernard Filleul              |       | PS    |
| La Ville-du-Bois          | 7 118      | Jean-Pierre Meur             |       | DVD   | Jean-Pierre Meur             |       | DVD   |
| Lardy                     | 5 534      | Claude Roch                  |       | DVG   | Dominique Bougraud           |       | UDI   |
| Le Coudray-Montceaux      | 4 725      | François Gros                |       | UMP   | François Gros                |       | UMP   |
| Le Plessis-Pâté           | 4 158      | Sylvain Tanguy               |       | PS    | Sylvain Tanguy               |       | PS    |
| Les Ulis                  | 24 641     | Sonia Dahou                  |       | PS    | Françoise Marhuenda          |       | DVG   |
| Leuville-sur-Orge         | 4 094      | Daniel Esprin                |       | MRC   | Éric Braive                  |       | DVG   |
| Limours                   | 6 478      | Jean-Raymond Hugonet         |       | NC    | Jean-Raymond Hugonet         |       | UDI   |
| Linas                     | 6 519      | François Pelletant           |       | Cap21 | François Pelletant           |       | UDI   |
| Lisses                    | 7 316      | Thierry Lafon                |       | DVD   | Thierry Lafon                |       | DVD   |
| Longjumeau                | 21 510     | Sandrine Gelot-Rateau        |       | UMP   | Sandrine Gelot-Rateau        |       | UMP   |
| Longpont-sur-Orge         | 6 476      | Delphine Antonetti           |       | PG    | Philippe Hamon               |       | UDI   |
| Marcoussis                | 7 987      | Olivier Thomas               |       | PS    | Olivier Thomas               |       | PS    |
| Marolles-en-Hurepoix      | 4 870      | Georges Joubert              |       | DVD   | Georges Joubert              |       | UDI   |
| Massy                     | 43 006     | Vincent Delahaye             |       | UDI   | Vincent Delahaye             |       | UDI   |
| Mennecy                   | 13 344     | Jean-Philippe Dugoin-Clément |       | UDI   | Jean-Phillipe Dugoin-Clément |       | UDI   |
| Méréville                 | 3 191      | Louis Auroux                 |       | SE    | Guy Desmurs                  |       | DVD   |
| Milly-la-Forêt            | 4 765      | François Orcel               |       | UMP   | François Orcel               |       | UMP   |
| Montgeron                 | 22 941     | Gérald Hérault               |       | PS    | François Durovray            |       | UMP   |
| Montlhéry                 | 7 019      | Claude Pons                  |       | PR    | Claude Pons                  |       | UDI   |
| Morangis                  | 12 592     | Pascal Noury                 |       | PS    | Pascal Noury                 |       | PS    |
| Morigny-Champigny         | 4 305      | Bernard Dionnet              |       | DVD   | Bernard Dionnet              |       | DVD   |
| Morsang-sur-Orge          | 21 043     | Marjolaine Rauze             |       | PCF   | Marjolaine Rauze             |       | PCF   |
| Nozay                     | 4 736      | Paul Raymond                 |       | SE    | Paul Raymond                 |       | DVG   |
| Ollainville               | 4 560      | Pierre Dodoz                 |       | DVG   | Jean-Michel Giraudeau        |       | DVG   |
| Orsay                     | 15 903     | David Ros                    |       | PS    | David Ros                    |       | PS    |
| Palaiseau                 | 30 316     | Claire Robillard             |       | PS    | Grégoire de Lasteyrie        |       | UMP   |
| Paray-Vieille-Poste       | 7 171      | Alain Védère                 |       | SE    | Alain Védère                 |       | DVD   |
| Quincy-sous-Sénart        | 8 209      | Daniel Besse                 |       | UMP   | Christine Garnier            |       | UMP   |
| Ris-Orangis               | 26 988     | Stéphane Raffalli            |       | PS    | Stéphane Raffalli            |       | PS    |
| Saclay                    | 3 439      | Christian Page               |       | DVD   | Christian Page               |       | DVD   |
| Saint-Chéron              | 4 817      | Jocelyne Guidez              |       | UMP   | Jocelyne Guidez              |       | UMP   |
| Saint-Germain-lès-Arpajon | 9 324      | Monique Goguelat             |       | PS    | Norbert Santin               |       | DVD   |
| Saint-Germain-lès-Corbeil | 7 242      | Jean-Pierre Marcelin         |       | DVD   | Yann Petel                   |       | DVD   |
| Saint-Michel-sur-Orge     | 20 224     | Bernard Zunino               |       | UMP   | Bernard Zunino               |       | UMP   |
| Saint-Pierre-du-Perray    | 8 618      | Pierre de Rus                |       | PS    | Catherine Aliquot-Vialat     |       | UMP   |
| Sainte-Geneviève-des-Bois | 34 771     | Olivier Léonhardt            |       | PS    | Olivier Léonhardt            |       | PS    |
| Saintry-sur-Seine         | 5 140      | Michel Carreno               |       | PS    | Martine Cartaux Oury         |       | UDI   |
| Saulx-les-Chartreux       | 5 065      | Jean Flégeo                  |       | PCF   | Jean Flégeo*                 |       | PCF   |
| Savigny-sur-Orge          | 37 132     | Laurence Spicher-Bernier     |       | CNIP  | Éric Melhorn                 |       | UMP   |
| Soisy-sur-Seine           | 6 922      | Jean-Baptiste Rousseau       |       | DVG   | Jean-Baptiste Rousseau       |       | DVG   |
| Verrières-le-Buisson      | 15 534     | Thomas Joly                  |       | DVD   | Thomas Joly                  |       | DVD   |
| Vigneux-sur-Seine         | 28 289     | Serge Poinsot                |       | PR    | Serge Poinsot                |       | UDI   |
| Villabé                   | 5 010      | Irène Maggini                |       | PS    | Karl Dirat                   |       | UMP   |
| Villebon-sur-Yvette       | 9 742      | Dominique Fontenaille        |       | DVD   | Dominique Fontenaille        |       | DVD   |
| Villemoisson-sur-Orge     | 6 977      | François Cholley             |       | DVD   | François Cholley             |       | DVD   |
| Villiers-sur-Orge         | 3 886      | Thérèse Leroux-Lamare        |       | UMP   | Thérèse Leroux-Lamare        |       | UMP   |
| Viry-Châtillon            | 31 655     | Simone Mathieu               |       | PG    | Jean-Marie Vilain            |       | UDI   |
| Wissous                   | 6 093      | Régis Roy-Chevalier          |       | PS    | Richard Trinquier            |       | DVD   |
| Yerres                    | 28 933     | Nicolas Dupont-Aignan        |       | DLR   | Nicolas Dupont-Aignan        |       | DLR   |

- À la suite d'une crise au sein du conseil municipal de Saulx-les-Chartreux, l'élection municipale partielle des 5 et 12 juin 2016 voit le candidat LR Stéphane Bazile l'emporter, faisant basculer la ville à droite.

## Évolution départementale
| Partis               | Partis                               | Maires sortants | Maires élus | Évolution |
| -------------------- | ------------------------------------ | --------------- | ----------- | --------- |
|                      | Front de Gauche                      | 6               | 4           | 2         |
|                      | Mouvement Républicain et Citoyen     | 1               | 1           | 0         |
|                      | Parti Socialiste                     | 24              | 13          | 11        |
|                      | Parti Radical de Gauche              | 1               | 0           | 1         |
|                      | Divers Gauche                        | 6               | 3           | 3         |
|                      | Cap21                                | 1               | 0           | 1         |
| Total Gauche         | Total Gauche                         | 39              | 21          | 18        |
|                      | Mouvement démocrate                  | 0               | 1           | 1         |
|                      | Divers Droite                        | 16              | 21          | 5         |
|                      | Union des Démocrates et Indépendants | 9               | 16          | 7         |
|                      | Union pour un Mouvement Populaire    | 20              | 25          | 5         |
|                      | Debout la république                 | 1               | 1           | 0         |
| Total Droite         | Total Droite                         | 47              | 64          | 18        |
|                      | Front National                       | 0               | 0           | 0         |
| Total Front National | Total Front National                 | 0               | 0           | 0         |
|                      | Sans étiquette                       | 3               | 3           | 3         |

## Résultats dans les communes de plus de3 000 habitants

### Synthèse
| Nuances des listes | Nuances des listes                | Conseillers municipaux élus | Conseillers municipaux élus | Évolution |
| Nuances des listes | Nuances des listes                | en 2008                     | en 2014                     | Évolution |
| ------------------ | --------------------------------- | --------------------------- | --------------------------- | --------- |
|                    | Extrême Gauche                    | 3                           |                             |           |
|                    | Front de Gauche                   |                             | 16                          |           |
|                    | Parti communiste français         | 6                           | 1                           | 6         |
|                    | Parti Socialiste                  | 349                         | 122                         | 227       |
|                    | Union de la Gauche                | 447                         | 423                         | 24        |
|                    | Divers gauche                     | 374                         | 233                         | 141       |
|                    | Europe-Écologie-Les Verts         | 3                           | 1                           | 2         |
|                    | Divers                            |                             | 162                         |           |
|                    | Gauche-Centristes                 | 27                          |                             |           |
|                    | Modem                             |                             | 25                          |           |
|                    | Centre-Modem                      | 5                           |                             |           |
|                    | Majorité-Centristes               | 104                         |                             |           |
|                    | Union du Centre                   |                             | 64                          |           |
|                    | Union Démocrates et Indépendants  |                             | 40                          |           |
|                    | Majorité                          | 486                         |                             |           |
|                    | Union pour un Mouvement Populaire |                             | 300                         |           |
|                    | Union de la Droite                |                             | 449                         |           |
|                    | Divers droite                     | 614                         | 833                         | 219       |
|                    | Front National                    |                             | 27                          |           |
|                    | Extrême droite                    |                             | 2                           |           |
|                    | Total                             | 2418                        | 2698                        |           |

### Angerville
- Maire sortant : Lucien Chaumette (DVD)
- 27 sièges à pourvoir au conseil municipal (population légale 2011 : 3 934 habitants)
- 3 sièges à pourvoir au conseil communautaire (CA de l'Étampois Sud-Essonne)

| Tête de liste  | Tête de liste        | Liste          | Premier tour | Premier tour | Second tour | Second tour | Sièges | Sièges |
| Tête de liste  | Tête de liste        | Liste          | Voix         | %            | Voix        | %           | CM     | CC     |
| -------------- | -------------------- | -------------- | ------------ | ------------ | ----------- | ----------- | ------ | ------ |
|                | Johann Mittelhausser | SE             | 758          | 47,64        | 909         | 53,88       | 21     | 2      |
|                | Bruno Coutte         | DVD            | 421          | 26,46        | 778         | 46,11       | 6      | 1      |
|                | Franck Thevret       | UDI-MoDem      | 359          | 22,56        |             |             |        |        |
|                | Emmanuel Parmentier  | UMP            | 53           | 3,33         |             |             |        |        |
|                |                      |                |              |              |             |             |        |        |
| Inscrits       | Inscrits             | Inscrits       | 2 564        | 100,00       | 2 564       | 100,00      |        |        |
| Abstentions    | Abstentions          | Abstentions    | 909          | 35,45        | 824         | 32,14       |        |        |
| Votants        | Votants              | Votants        | 1 655        | 64,55        | 1 740       | 67,86       |        |        |
| Blancs et nuls | Blancs et nuls       | Blancs et nuls | 64           | 3,87         | 53          | 3,05        |        |        |
| Exprimés       | Exprimés             | Exprimés       | 1 591        | 96,13        | 1 687       | 96,95       |        |        |

### Arpajon
- Maire sortant : Christian Béraud (PS)
- 33 sièges à pourvoir au conseil municipal (population légale 2011 : 10 704 habitants)
- 6 sièges à pourvoir au conseil communautaire (CA Cœur d'Essonne Agglomération)

| Tête de liste            | Tête de liste      | Liste          | Premier tour | Premier tour | Second tour | Second tour | Sièges | Sièges |
| Tête de liste            | Tête de liste      | Liste          | Voix         | %            | Voix        | %           | CM     | CC     |
| ------------------------ | ------------------ | -------------- | ------------ | ------------ | ----------- | ----------- | ------ | ------ |
|                          | Christian Béraud * | PS             | 1 460        | 45,29        | 1 682       | 51,04       | 25     | 5      |
|                          | Arnaud Mathieu     | UMP            | 751          | 23,30        | 1 047       | 31,77       | 5      | 1      |
|                          | Alain Buffle       | FN             | 628          | 19,48        | 566         | 17,17       | 3      |        |
|                          | Jean-Paul Lebrec   | DVD            | 384          | 11,91        |             |             |        |        |
|                          |                    |                |              |              |             |             |        |        |
| Inscrits                 | Inscrits           | Inscrits       | 6 057        | 100,00       | 6 057       | 100,00      |        |        |
| Abstentions              | Abstentions        | Abstentions    | 2 756        | 45,50        | 2 687       | 44,36       |        |        |
| Votants                  | Votants            | Votants        | 3 301        | 54,50        | 3 370       | 55,64       |        |        |
| Blancs et nuls           | Blancs et nuls     | Blancs et nuls | 78           | 2,36         | 75          | 2,23        |        |        |
| Exprimés                 | Exprimés           | Exprimés       | 3 223        | 97,64        | 3 295       | 97,77       |        |        |
| * Liste du maire sortant |                    |                |              |              |             |             |        |        |

### Athis-Mons
- Maire sortant : François Garcia (DVG)
- 35 sièges à pourvoir au conseil municipal (population légale 2011 : 29 831 habitants)
- 15 sièges à pourvoir au conseil communautaire (Métropole du Grand Paris)

| Tête de liste            | Tête de liste     | Liste          | Premier tour | Premier tour | Second tour | Second tour | Sièges | Sièges |
| Tête de liste            | Tête de liste     | Liste          | Voix         | %            | Voix        | %           | CM     | CC     |
| ------------------------ | ----------------- | -------------- | ------------ | ------------ | ----------- | ----------- | ------ | ------ |
|                          | François Garcia * | PS             | 3 251        | 36,29        | 4 224       | 44,22       | 8      | 3      |
|                          | Christine Rodier  | UMP            | 2 905        | 32,43        | 4 450       | 46,59       | 26     | 12     |
|                          | Jimmy Mingot      | FN             | 1 346        | 15,02        | 877         | 9,18        | 1      |        |
|                          | Damien Calvignac  | FG             | 777          | 8,67         |             |             |        |        |
|                          | Christine Depret  | UDI            | 677          | 7,55         |             |             |        |        |
|                          |                   |                |              |              |             |             |        |        |
| Inscrits                 | Inscrits          | Inscrits       | 17 818       | 100,00       | 17 818      | 100,00      |        |        |
| Abstentions              | Abstentions       | Abstentions    | 8 548        | 47,97        | 7 941       | 44,57       |        |        |
| Votants                  | Votants           | Votants        | 9 270        | 52,03        | 9 877       | 55,43       |        |        |
| Blancs et nuls           | Blancs et nuls    | Blancs et nuls | 314          | 3,39         | 326         | 3,30        |        |        |
| Exprimés                 | Exprimés          | Exprimés       | 8 956        | 96,61        | 9 551       | 96,70       |        |        |
| * Liste du maire sortant |                   |                |              |              |             |             |        |        |

### Ballainvilliers
- Maire sortant : Brigitte Puech (UDI)
- 27 sièges à pourvoir au conseil municipal (population légale 2011 : 3 779 habitants)
- 2 sièges à pourvoir au conseil communautaire (CA Paris-Saclay)

|                          | Brigitte Puech *  | DVD            | 1 045 | 59,95  | 22 | 2 |  |  |
|                          | Stéphanie Viguier | DVD            | 698   | 40,04  | 5  |   |  |  |
|                          |                   |                |       |        |    |   |  |  |
| Inscrits                 | Inscrits          | Inscrits       | 2 567 | 100,00 |    |   |  |  |
| Abstentions              | Abstentions       | Abstentions    | 749   | 29,18  |    |   |  |  |
| Votants                  | Votants           | Votants        | 1 818 | 70,82  |    |   |  |  |
| Blancs et nuls           | Blancs et nuls    | Blancs et nuls | 75    | 4,13   |    |   |  |  |
| Exprimés                 | Exprimés          | Exprimés       | 1 743 | 95,87  |    |   |  |  |
| * Liste du maire sortant |                   |                |       |        |    |   |  |  |

### Ballancourt-sur-Essonne
- Maire sortant : Charles de Bourbon Busset (DVD)
- 29 sièges à pourvoir au conseil municipal (population légale 2011 : 7 425 habitants)
- 6 sièges à pourvoir au conseil communautaire (CC du Val d'Essonne)

| Tête de liste  | Tête de liste     | Liste          | Premier tour | Premier tour | Second tour | Second tour | Sièges | Sièges |
| Tête de liste  | Tête de liste     | Liste          | Voix         | %            | Voix        | %           | CM     | CC     |
| -------------- | ----------------- | -------------- | ------------ | ------------ | ----------- | ----------- | ------ | ------ |
|                | Jacques Mione     | DVD            | 1 356        | 43,75        | 1 364       | 44,56       | 22     | 5      |
|                | Bertrand Dunos    | SE             | 848          | 27,36        | 1 059       | 34,59       | 5      | 1      |
|                | Géraldine Grillat | DVD            | 474          | 15,29        | 312         | 10,19       | 1      |        |
|                | Franck Sailleau   | FN             | 421          | 13,58        | 326         | 10,65       | 1      |        |
|                |                   |                |              |              |             |             |        |        |
| Inscrits       | Inscrits          | Inscrits       | 5 354        | 100,00       | 5 354       | 100,00      |        |        |
| Abstentions    | Abstentions       | Abstentions    | 2 162        | 40,38        | 2 226       | 41,58       |        |        |
| Votants        | Votants           | Votants        | 3 192        | 59,62        | 3 128       | 58,42       |        |        |
| Blancs et nuls | Blancs et nuls    | Blancs et nuls | 93           | 2,91         | 67          | 2,14        |        |        |
| Exprimés       | Exprimés          | Exprimés       | 3 099        | 97,09        | 3 061       | 97,86       |        |        |

### Bièvres
- Maire sortant : Hervé Hocquard (UMP)
- 27 sièges à pourvoir au conseil municipal (population légale 2011 : 4 462 habitants)
- 2 sièges à pourvoir au conseil communautaire (CA Versailles Grand Parc)

| Tête de liste            | Tête de liste             | Liste          | Premier tour | Premier tour | Second tour | Second tour | Sièges | Sièges |
| Tête de liste            | Tête de liste             | Liste          | Voix         | %            | Voix        | %           | CM     | CC     |
| ------------------------ | ------------------------- | -------------- | ------------ | ------------ | ----------- | ----------- | ------ | ------ |
|                          | Hervé Hocquard *          | DVD            | 1 015        | 45,15        | 1 100       | 48,18       | 6      |        |
|                          | Anne Pelletier-le Barbier | DVD            | 936          | 41,63        | 1 183       | 51,81       | 21     | 2      |
|                          | Jean-Luc Escudie          | PS-PCF-EELV    | 207          | 9,20         |             |             |        |        |
|                          | Gino Franciosa            | DVD            | 90           | 4,00         |             |             |        |        |
|                          |                           |                |              |              |             |             |        |        |
| Inscrits                 | Inscrits                  | Inscrits       | 3 193        | 100,00       | 3 193       | 100,00      |        |        |
| Abstentions              | Abstentions               | Abstentions    | 916          | 28,69        | 845         | 26,46       |        |        |
| Votants                  | Votants                   | Votants        | 2 277        | 71,31        | 2 348       | 73,54       |        |        |
| Blancs et nuls           | Blancs et nuls            | Blancs et nuls | 29           | 1,27         | 65          | 2,77        |        |        |
| Exprimés                 | Exprimés                  | Exprimés       | 2 248        | 98,73        | 2 283       | 97,23       |        |        |
| * Liste du maire sortant |                           |                |              |              |             |             |        |        |

### Boissy-sous-Saint-Yon
- Maire sortant : Jean-Marcel Meyssonnier (PS)
- 27 sièges à pourvoir au conseil municipal (population légale 2011 : 3 713 habitants)
- 3 sièges à pourvoir au conseil communautaire (CC Entre Juine et Renarde)

|                | Maurice Dorizon | DVD            | 1 073 | 59,31  | 22 | 2 |  |  |
|                | Alain Labrit    | DVG            | 736   | 40,68  | 5  | 1 |  |  |
|                |                 |                |       |        |    |   |  |  |
| Inscrits       | Inscrits        | Inscrits       | 2 897 | 100,00 |    |   |  |  |
| Abstentions    | Abstentions     | Abstentions    | 1 007 | 34,76  |    |   |  |  |
| Votants        | Votants         | Votants        | 1 890 | 65,24  |    |   |  |  |
| Blancs et nuls | Blancs et nuls  | Blancs et nuls | 81    | 4,29   |    |   |  |  |
| Exprimés       | Exprimés        | Exprimés       | 1 809 | 95,71  |    |   |  |  |

### Bondoufle
- Maire sortant : Jean Hartz (UMP)
- 29 sièges à pourvoir au conseil municipal (population légale 2011 : 9 222 habitants)
- 5 sièges à pourvoir au conseil communautaire (CA Grand Paris Sud)

| Tête de liste            | Tête de liste   | Liste          | Premier tour | Premier tour | Second tour | Second tour | Sièges | Sièges |
| Tête de liste            | Tête de liste   | Liste          | Voix         | %            | Voix        | %           | CM     | CC     |
| ------------------------ | --------------- | -------------- | ------------ | ------------ | ----------- | ----------- | ------ | ------ |
|                          | Jean Hartz *    | DVD            | 1 995        | 49,50        | 2 125       | 53,51       | 23     | 4      |
|                          | Sabine Nagel    | PS             | 974          | 24,16        | 1 090       | 27,44       | 4      | 1      |
|                          | Nicole Marcille | DVD            | 855          | 21,21        | 756         | 19,03       | 2      |        |
|                          | Agnès El-khiari | DVG            | 206          | 5,11         |             |             |        |        |
|                          |                 |                |              |              |             |             |        |        |
| Inscrits                 | Inscrits        | Inscrits       | 6 797        | 100,00       | 6 798       | 100,00      |        |        |
| Abstentions              | Abstentions     | Abstentions    | 2 626        | 38,63        | 2 713       | 39,91       |        |        |
| Votants                  | Votants         | Votants        | 4 171        | 61,37        | 4 085       | 60,09       |        |        |
| Blancs et nuls           | Blancs et nuls  | Blancs et nuls | 141          | 3,38         | 114         | 2,79        |        |        |
| Exprimés                 | Exprimés        | Exprimés       | 4 030        | 96,62        | 3 971       | 97,21       |        |        |
| * Liste du maire sortant |                 |                |              |              |             |             |        |        |

### Boussy-Saint-Antoine
- Maire sortant : Romain Colas (PS)
- 29 sièges à pourvoir au conseil municipal (population légale 2011 : 6 241 habitants)
- 4 sièges à pourvoir au conseil communautaire (CA Val d'Yerres Val de Seine)

|                          | Romain Colas *   | PS-PCF-EELV    | 2 038 | 76,76  | 26 | 4 |  |  |
|                          | Jean-Louis Garay | SE             | 617   | 23,23  | 3  |   |  |  |
|                          |                  |                |       |        |    |   |  |  |
| Inscrits                 | Inscrits         | Inscrits       | 4 591 | 100,00 |    |   |  |  |
| Abstentions              | Abstentions      | Abstentions    | 1 786 | 38,90  |    |   |  |  |
| Votants                  | Votants          | Votants        | 2 805 | 61,10  |    |   |  |  |
| Blancs et nuls           | Blancs et nuls   | Blancs et nuls | 150   | 5,35   |    |   |  |  |
| Exprimés                 | Exprimés         | Exprimés       | 2 655 | 94,65  |    |   |  |  |
| * Liste du maire sortant |                  |                |       |        |    |   |  |  |

### Boutigny-sur-Essonne
- Maire sortant : Patrick Redon (DVD)
- 23 sièges à pourvoir au conseil municipal (population légale 2011 : 3 061 habitants)
- 3 sièges à pourvoir au conseil communautaire (CC des 2 Vallées)

|                | Daniel Denibas | DVD            | 855   | 64,82  | 19 | 2 |  |  |
|                | Pierre Gerard  | PS-PCF-EELV    | 464   | 35,17  | 4  | 1 |  |  |
|                |                |                |       |        |    |   |  |  |
| Inscrits       | Inscrits       | Inscrits       | 2 413 | 100,00 |    |   |  |  |
| Abstentions    | Abstentions    | Abstentions    | 998   | 41,36  |    |   |  |  |
| Votants        | Votants        | Votants        | 1 415 | 58,64  |    |   |  |  |
| Blancs et nuls | Blancs et nuls | Blancs et nuls | 96    | 6,78   |    |   |  |  |
| Exprimés       | Exprimés       | Exprimés       | 1 319 | 93,22  |    |   |  |  |

### Brétigny-sur-Orge
- Maire sortant : Bernard Decaux (PS)
- 35 sièges à pourvoir au conseil municipal (population légale 2011 : 24 264 habitants)
- 9 sièges à pourvoir au conseil communautaire (CA Cœur d'Essonne Agglomération)

|                          | Nicolas Meary    | SE             | 4 094  | 51,18  | 27 | 7 |  |  |
|                          | Bernard Decaux * | PS             | 3 905  | 48,81  | 8  | 2 |  |  |
|                          |                  |                |        |        |    |   |  |  |
| Inscrits                 | Inscrits         | Inscrits       | 15 073 | 100,00 |    |   |  |  |
| Abstentions              | Abstentions      | Abstentions    | 6 670  | 44,25  |    |   |  |  |
| Votants                  | Votants          | Votants        | 8 403  | 55,75  |    |   |  |  |
| Blancs et nuls           | Blancs et nuls   | Blancs et nuls | 404    | 4,81   |    |   |  |  |
| Exprimés                 | Exprimés         | Exprimés       | 7 999  | 95,19  |    |   |  |  |
| * Liste du maire sortant |                  |                |        |        |    |   |  |  |

### Breuillet
- Maire sortant : Bernard Sprotti (UMP)
- 29 sièges à pourvoir au conseil municipal (population légale 2011 : 8 361 habitants)
- 5 sièges à pourvoir au conseil communautaire (CA Cœur d'Essonne Agglomération)

|                          | Bernard Sprotti * | DVD            | 2 581 | 71,89  | 25 | 5 |  |  |
|                          | Samuel Touaty     | PS-PCF-EELV    | 1 009 | 28,10  | 4  |   |  |  |
|                          |                   |                |       |        |    |   |  |  |
| Inscrits                 | Inscrits          | Inscrits       | 5 736 | 100,00 |    |   |  |  |
| Abstentions              | Abstentions       | Abstentions    | 2 034 | 35,46  |    |   |  |  |
| Votants                  | Votants           | Votants        | 3 702 | 64,54  |    |   |  |  |
| Blancs et nuls           | Blancs et nuls    | Blancs et nuls | 112   | 3,03   |    |   |  |  |
| Exprimés                 | Exprimés          | Exprimés       | 3 590 | 96,97  |    |   |  |  |
| * Liste du maire sortant |                   |                |       |        |    |   |  |  |

### Briis-sous-Forges
- Maire sortant : Bernard Véra (PCF)
- 23 sièges à pourvoir au conseil municipal (population légale 2011 : 3 491 habitants)
- 5 sièges à pourvoir au conseil communautaire (CC du Pays de Limours)

|                          | Bernard Véra *   | PS-PCF-EELV    | 1 161 | 67,97  | 20 | 5 |  |  |
|                          | Nicolas Schoettl | DVD            | 547   | 32,02  | 3  |   |  |  |
|                          |                  |                |       |        |    |   |  |  |
| Inscrits                 | Inscrits         | Inscrits       | 2 465 | 100,00 |    |   |  |  |
| Abstentions              | Abstentions      | Abstentions    | 709   | 28,76  |    |   |  |  |
| Votants                  | Votants          | Votants        | 1 756 | 71,24  |    |   |  |  |
| Blancs et nuls           | Blancs et nuls   | Blancs et nuls | 48    | 2,73   |    |   |  |  |
| Exprimés                 | Exprimés         | Exprimés       | 1 708 | 97,27  |    |   |  |  |
| * Liste du maire sortant |                  |                |       |        |    |   |  |  |

### Brunoy
- Maire sortant : Bruno Gallier (UMP)
- 35 sièges à pourvoir au conseil municipal (population légale 2011 : 25 492 habitants)
- 13 sièges à pourvoir au conseil communautaire (CA Val d'Yerres Val de Seine)

|                          | Bruno Gallier *       | UMP-UDI        | 5 153  | 55,63  | 28 | 10 |  |  |
|                          | Édouard Fournier      | PS-PCF-EELV    | 2 793  | 30,15  | 5  | 2  |  |  |
|                          | Marie-Thérèse Donzeau | FN             | 1 316  | 14,20  | 2  | 1  |  |  |
|                          |                       |                |        |        |    |    |  |  |
| Inscrits                 | Inscrits              | Inscrits       | 17 611 | 100,00 |    |    |  |  |
| Abstentions              | Abstentions           | Abstentions    | 8 005  | 45,45  |    |    |  |  |
| Votants                  | Votants               | Votants        | 9 606  | 54,55  |    |    |  |  |
| Blancs et nuls           | Blancs et nuls        | Blancs et nuls | 344    | 3,58   |    |    |  |  |
| Exprimés                 | Exprimés              | Exprimés       | 9 262  | 96,42  |    |    |  |  |
| * Liste du maire sortant |                       |                |        |        |    |    |  |  |

### Bruyères-le-Châtel
- Maire sortant : Thierry Rouyer (DVD)
- 23 sièges à pourvoir au conseil municipal (population légale 2011 : 3 389 habitants)
- 3 sièges à pourvoir au conseil communautaire (CA Cœur d'Essonne Agglomération)

|                          | Thierry Rouyer * | DVD            | 992   | 66,93  | 20 | 3 |  |  |
|                          | Patrice Beunard  | DVD            | 490   | 33,06  | 3  |   |  |  |
|                          |                  |                |       |        |    |   |  |  |
| Inscrits                 | Inscrits         | Inscrits       | 2 221 | 100,00 |    |   |  |  |
| Abstentions              | Abstentions      | Abstentions    | 691   | 31,11  |    |   |  |  |
| Votants                  | Votants          | Votants        | 1 530 | 68,89  |    |   |  |  |
| Blancs et nuls           | Blancs et nuls   | Blancs et nuls | 48    | 3,14   |    |   |  |  |
| Exprimés                 | Exprimés         | Exprimés       | 1 482 | 96,86  |    |   |  |  |
| * Liste du maire sortant |                  |                |       |        |    |   |  |  |

### Bures-sur-Yvette
- Maire sortant : Jean-François Vigier (UDI)
- 29 sièges à pourvoir au conseil municipal (population légale 2011 : 9 676 habitants)
- 4 sièges à pourvoir au conseil communautaire (CA Paris-Saclay)

|                          | Jean-François Vigier * | UDI-DVD        | 2 294 | 53,29  | 23 | 4 |  |  |
|                          | Patricia Kasperet      | EELV-PS        | 726   | 16,86  | 2  |   |  |  |
|                          | Francis Valenti        | FG             | 653   | 15,17  | 2  |   |  |  |
|                          | Érick Acker-deprez     | DVD            | 631   | 14,66  | 2  |   |  |  |
|                          |                        |                |       |        |    |   |  |  |
| Inscrits                 | Inscrits               | Inscrits       | 6 916 | 100,00 |    |   |  |  |
| Abstentions              | Abstentions            | Abstentions    | 2 549 | 36,86  |    |   |  |  |
| Votants                  | Votants                | Votants        | 4 367 | 63,14  |    |   |  |  |
| Blancs et nuls           | Blancs et nuls         | Blancs et nuls | 63    | 1,44   |    |   |  |  |
| Exprimés                 | Exprimés               | Exprimés       | 4 304 | 98,56  |    |   |  |  |
| * Liste du maire sortant |                        |                |       |        |    |   |  |  |

### Cerny
- Maire sortant : Marie-Claire Chambaret (DVD)
- 23 sièges à pourvoir au conseil municipal (population légale 2011 : 3 310 habitants)
- 3 sièges à pourvoir au conseil communautaire (CC du Val d'Essonne)

|                          | Marie-Claire Chambaret * | SE             | 871   | 54,60  | 18 | 2 |  |  |
|                          | François Hermant         | SE             | 724   | 45,39  | 5  | 1 |  |  |
|                          |                          |                |       |        |    |   |  |  |
| Inscrits                 | Inscrits                 | Inscrits       | 2 549 | 100,00 |    |   |  |  |
| Abstentions              | Abstentions              | Abstentions    | 893   | 35,03  |    |   |  |  |
| Votants                  | Votants                  | Votants        | 1 656 | 64,97  |    |   |  |  |
| Blancs et nuls           | Blancs et nuls           | Blancs et nuls | 61    | 3,68   |    |   |  |  |
| Exprimés                 | Exprimés                 | Exprimés       | 1 595 | 96,32  |    |   |  |  |
| * Liste du maire sortant |                          |                |       |        |    |   |  |  |

### Chilly-Mazarin
- Maire sortant : Rafika Rezgui (PS)
- 33 sièges à pourvoir au conseil municipal (population légale 2011 : 18 843 habitants)
- 7 sièges à pourvoir au conseil communautaire (CA Paris-Saclay)

| Tête de liste            | Tête de liste      | Liste          | Premier tour | Premier tour | Second tour | Second tour | Sièges | Sièges |
| Tête de liste            | Tête de liste      | Liste          | Voix         | %            | Voix        | %           | CM     | CC     |
| ------------------------ | ------------------ | -------------- | ------------ | ------------ | ----------- | ----------- | ------ | ------ |
|                          | Rafika Rezgui *    | PS-PCF-EELV    | 2 137        | 34,56        | 2 452       | 37,64       | 6      | 1      |
|                          | Jean-Paul Beneytou | UMP-UDI        | 1 772        | 28,66        | 2 582       | 39,64       | 24     | 6      |
|                          | Olivier Christ     | FN             | 1 176        | 19,02        | 825         | 12,66       | 2      |        |
|                          | Henri Fiori        | DVG            | 1 097        | 17,74        | 654         | 10,04       | 1      |        |
|                          |                    |                |              |              |             |             |        |        |
| Inscrits                 | Inscrits           | Inscrits       | 10 830       | 100,00       | 10 830      | 100,00      |        |        |
| Abstentions              | Abstentions        | Abstentions    | 4 484        | 41,40        | 4 169       | 38,49       |        |        |
| Votants                  | Votants            | Votants        | 6 346        | 58,60        | 6 661       | 61,51       |        |        |
| Blancs et nuls           | Blancs et nuls     | Blancs et nuls | 164          | 2,58         | 148         | 2,22        |        |        |
| Exprimés                 | Exprimés           | Exprimés       | 6 182        | 97,42        | 6 513       | 97,78       |        |        |
| * Liste du maire sortant |                    |                |              |              |             |             |        |        |

### Corbeil-Essonnes
- Maire sortant : Jean-Pierre Bechter (UMP)
- 43 sièges à pourvoir au conseil municipal (population légale 2011 : 44 223 habitants)
- 21 sièges à pourvoir au conseil communautaire (CA Grand Paris Sud)

| Tête de liste            | Tête de liste         | Liste          | Premier tour | Premier tour | Second tour | Second tour | Sièges | Sièges |
| Tête de liste            | Tête de liste         | Liste          | Voix         | %            | Voix        | %           | CM     | CC     |
| ------------------------ | --------------------- | -------------- | ------------ | ------------ | ----------- | ----------- | ------ | ------ |
|                          | Jean-Pierre Bechter * | UMP-UDI        | 4 838        | 45,47        | 6 445       | 56,52       | 34     | 17     |
|                          | Bruno Piriou          | FG             | 2 376        | 22,33        | 4 958       | 43,47       | 9      | 4      |
|                          | Carlos Da Silva       | PS-EELV        | 2 250        | 21,14        |             |             |        |        |
|                          | Martine Soavi         | PS diss.       | 502          | 4,71         |             |             |        |        |
|                          | Mohamed Chabbi        | DVG            | 363          | 3,41         |             |             |        |        |
|                          | Jean Camonin          | LO             | 310          | 2,91         |             |             |        |        |
|                          |                       |                |              |              |             |             |        |        |
| Inscrits                 | Inscrits              | Inscrits       | 23 050       | 100,00       | 23 050      | 100,00      |        |        |
| Abstentions              | Abstentions           | Abstentions    | 11 820       | 51,28        | 10 923      | 47,39       |        |        |
| Votants                  | Votants               | Votants        | 11 230       | 48,72        | 12 127      | 52,61       |        |        |
| Blancs et nuls           | Blancs et nuls        | Blancs et nuls | 591          | 5,26         | 724         | 5,97        |        |        |
| Exprimés                 | Exprimés              | Exprimés       | 10 639       | 94,74        | 11 403      | 94,03       |        |        |
| * Liste du maire sortant |                       |                |              |              |             |             |        |        |

### Courcouronnes
- Maire sortant : Stéphane Beaudet (UMP)
- 33 sièges à pourvoir au conseil municipal (population légale 2011 : 13 696 habitants)
- 7 sièges à pourvoir au conseil communautaire (CA Grand Paris Sud Seine-Essonne-Sénart)

|                          | Stéphane Beaudet *        | UMP-UDI        | 2 972 | 80,84  | 30 | 7 |  |  |
|                          | Marie-Christine Perrignon | PS-PCF-EELV    | 704   | 19,15  | 3  |   |  |  |
|                          |                           |                |       |        |    |   |  |  |
| Inscrits                 | Inscrits                  | Inscrits       | 7 365 | 100,00 |    |   |  |  |
| Abstentions              | Abstentions               | Abstentions    | 3 519 | 47,78  |    |   |  |  |
| Votants                  | Votants                   | Votants        | 3 846 | 52,22  |    |   |  |  |
| Blancs et nuls           | Blancs et nuls            | Blancs et nuls | 170   | 4,42   |    |   |  |  |
| Exprimés                 | Exprimés                  | Exprimés       | 3 676 | 95,58  |    |   |  |  |
| * Liste du maire sortant |                           |                |       |        |    |   |  |  |

### Crosne
- Maire sortant : Alain Girard (PS)
- 29 sièges à pourvoir au conseil municipal (population légale 2011 : 9 190 habitants)
- 5 sièges à pourvoir au conseil communautaire (CA Val d'Yerres Val de Seine)

| Tête de liste            | Tête de liste         | Liste          | Premier tour | Premier tour | Second tour | Second tour | Sièges | Sièges |
| Tête de liste            | Tête de liste         | Liste          | Voix         | %            | Voix        | %           | CM     | CC     |
| ------------------------ | --------------------- | -------------- | ------------ | ------------ | ----------- | ----------- | ------ | ------ |
|                          | Michaël Damiati       | UMP-UDI        | 1 506        | 43,13        | 1 995       | 51,33       | 22     | 4      |
|                          | Alain Girard *        | PS-PCF-EELV    | 1 417        | 40,59        | 1 616       | 41,58       | 6      | 1      |
|                          | Christophe De Freitas | UDI-MoDem      | 568          | 16,27        | 275         | 7,07        | 1      |        |
|                          |                       |                |              |              |             |             |        |        |
| Inscrits                 | Inscrits              | Inscrits       | 5 948        | 100,00       | 5 948       | 100,00      |        |        |
| Abstentions              | Abstentions           | Abstentions    | 2 258        | 37,96        | 1 961       | 32,97       |        |        |
| Votants                  | Votants               | Votants        | 3 690        | 62,04        | 3 987       | 67,03       |        |        |
| Blancs et nuls           | Blancs et nuls        | Blancs et nuls | 199          | 5,39         | 101         | 2,53        |        |        |
| Exprimés                 | Exprimés              | Exprimés       | 3 491        | 94,61        | 3 886       | 97,47       |        |        |
| * Liste du maire sortant |                       |                |              |              |             |             |        |        |

### Dourdan
- Maire sortant : Olivier Legois (UDI)
- 33 sièges à pourvoir au conseil municipal (population légale 2011 : 10 036 habitants)
- 13 sièges à pourvoir au conseil communautaire (CC Le Dourdannais en Hurepoix)

| Tête de liste  | Tête de liste       | Liste          | Premier tour | Premier tour | Second tour | Second tour | Sièges | Sièges |
| Tête de liste  | Tête de liste       | Liste          | Voix         | %            | Voix        | %           | CM     | CC     |
| -------------- | ------------------- | -------------- | ------------ | ------------ | ----------- | ----------- | ------ | ------ |
|                | Maryvonne Boquet    | PS-PCF-EELV    | 1 231        | 32,96        | 1 779       | 47,06       | 25     | 10     |
|                | Bernard Chaumeil    | UDI            | 1 156        | 30,95        | 1 541       | 40,76       | 6      | 3      |
|                | Jean-Jacques Dulong | SE             | 531          | 14,22        |             |             |        |        |
|                | Marc Macan          | MoDem          | 427          | 11,43        | 460         | 12,16       | 2      |        |
|                | Laurence Bonzani    | EELV           | 389          | 10,41        |             |             |        |        |
|                |                     |                |              |              |             |             |        |        |
| Inscrits       | Inscrits            | Inscrits       | 6 505        | 100,00       | 6 505       | 100,00      |        |        |
| Abstentions    | Abstentions         | Abstentions    | 2 578        | 39,63        | 2 515       | 38,66       |        |        |
| Votants        | Votants             | Votants        | 3 927        | 60,37        | 3 990       | 61,34       |        |        |
| Blancs et nuls | Blancs et nuls      | Blancs et nuls | 193          | 4,91         | 210         | 5,26        |        |        |
| Exprimés       | Exprimés            | Exprimés       | 3 734        | 95,09        | 3 780       | 94,74       |        |        |

### Draveil
- Maire sortant : Georges Tron (UMP)
- 35 sièges à pourvoir au conseil municipal (population légale 2011 : 28 646 habitants)
- 18 sièges à pourvoir au conseil communautaire (CA Val d'Yerres Val de Seine)

|                          | Georges Tron *         | UMP            | 6 783  | 57,50  | 30 | 15 |  |  |
|                          | Jean-Jacques Lejeune   | DVG            | 1 678  | 14,22  | 2  | 1  |  |  |
|                          | Philippe Olivier       | SE             | 1 516  | 12,85  | 2  | 1  |  |  |
|                          | Jean-Marc Pasquet      | EELV           | 1 124  | 9,52   | 1  | 1  |  |  |
|                          | Jean-Pascal Bonsignore | PCF            | 517    | 4,38   |    |    |  |  |
|                          | Benoit Grisaud         | EXG            | 177    | 1,50   |    |    |  |  |
|                          |                        |                |        |        |    |    |  |  |
| Inscrits                 | Inscrits               | Inscrits       | 19 185 | 100,00 |    |    |  |  |
| Abstentions              | Abstentions            | Abstentions    | 7 102  | 37,02  |    |    |  |  |
| Votants                  | Votants                | Votants        | 12 083 | 62,98  |    |    |  |  |
| Blancs et nuls           | Blancs et nuls         | Blancs et nuls | 288    | 2,38   |    |    |  |  |
| Exprimés                 | Exprimés               | Exprimés       | 11 795 | 97,62  |    |    |  |  |
| * Liste du maire sortant |                        |                |        |        |    |    |  |  |

### Égly
- Maire sortant : Guy Goupil (DVD)
- 29 sièges à pourvoir au conseil municipal (population légale 2011 : 5 314 habitants)
- 4 sièges à pourvoir au conseil communautaire (CA Cœur d'Essonne Agglomération)

|                | Gérard Marconnet | DVD            | 1 197 | 64,84  | 24 | 3 |  |  |
|                | Claude Josserand | DVG            | 649   | 35,15  | 5  | 1 |  |  |
|                |                  |                |       |        |    |   |  |  |
| Inscrits       | Inscrits         | Inscrits       | 3 189 | 100,00 |    |   |  |  |
| Abstentions    | Abstentions      | Abstentions    | 1 264 | 39,64  |    |   |  |  |
| Votants        | Votants          | Votants        | 1 925 | 60,36  |    |   |  |  |
| Blancs et nuls | Blancs et nuls   | Blancs et nuls | 79    | 4,10   |    |   |  |  |
| Exprimés       | Exprimés         | Exprimés       | 1 846 | 95,90  |    |   |  |  |

### Épinay-sous-Sénart
- Maire sortant : Christine Scelle-Maury (PRG)
- 33 sièges à pourvoir au conseil municipal (population légale 2011 : 12 129 habitants)
- 7 sièges à pourvoir au conseil communautaire (CA Val d'Yerres Val de Seine)

| Tête de liste            | Tête de liste            | Liste          | Premier tour | Premier tour | Second tour | Second tour | Sièges | Sièges |
| Tête de liste            | Tête de liste            | Liste          | Voix         | %            | Voix        | %           | CM     | CC     |
| ------------------------ | ------------------------ | -------------- | ------------ | ------------ | ----------- | ----------- | ------ | ------ |
|                          | Georges Pujals           | DVD            | 825          | 22,84        | 1 486       | 39,22       | 23     | 5      |
|                          | Pascal Michelangeli      | PS             | 647          | 17,91        | 950         | 25,07       | 4      | 1      |
|                          | Christine Scelle-Maury * | DVG            | 630          | 17,44        | 875         | 23,09       | 4      | 1      |
|                          | Mourad Lebcir            | DVG            | 487          | 13,48        |             |             |        |        |
|                          | Constant Lekiby          | SE             | 470          | 13,01        | 477         | 12,59       | 2      |        |
|                          | François Frugier         | UDI            | 429          | 11,88        |             |             |        |        |
|                          | Isabelle Voisin          | FG             | 123          | 3,40         |             |             |        |        |
|                          |                          |                |              |              |             |             |        |        |
| Inscrits                 | Inscrits                 | Inscrits       | 6 465        | 100,00       | 6 466       | 100,00      |        |        |
| Abstentions              | Abstentions              | Abstentions    | 2 732        | 42,26        | 2 574       | 39,81       |        |        |
| Votants                  | Votants                  | Votants        | 3 733        | 57,74        | 3 892       | 60,19       |        |        |
| Blancs et nuls           | Blancs et nuls           | Blancs et nuls | 122          | 3,27         | 104         | 2,67        |        |        |
| Exprimés                 | Exprimés                 | Exprimés       | 3 611        | 96,73        | 3 788       | 97,33       |        |        |
| * Liste du maire sortant |                          |                |              |              |             |             |        |        |

### Épinay-sur-Orge
- Maire sortant : Guy Malherbe (UMP)
- 33 sièges à pourvoir au conseil municipal (population légale 2011 : 10 349 habitants)
- 4 sièges à pourvoir au conseil communautaire (CA Paris-Saclay)

| Tête de liste            | Tête de liste            | Liste          | Premier tour | Premier tour | Second tour | Second tour | Sièges | Sièges |
| Tête de liste            | Tête de liste            | Liste          | Voix         | %            | Voix        | %           | CM     | CC     |
| ------------------------ | ------------------------ | -------------- | ------------ | ------------ | ----------- | ----------- | ------ | ------ |
|                          | Guy Malherbe *           | DVD            | 1 977        | 46,51        | 2 034       | 47,71       | 25     | 3      |
|                          | Vincent Gallet           | PS-PCF-EELV    | 1 141        | 26,84        | 1 263       | 29,62       | 5      | 1      |
|                          | Laurence Le Galloudec    | DVD            | 631          | 14,84        | 544         | 12,76       | 2      |        |
|                          | Franck Beeldens-da Silva | FN             | 501          | 11,78        | 422         | 9,89        | 1      |        |
|                          |                          |                |              |              |             |             |        |        |
| Inscrits                 | Inscrits                 | Inscrits       | 7 108        | 100,00       | 7 108       | 100,00      |        |        |
| Abstentions              | Abstentions              | Abstentions    | 2 755        | 38,76        | 2 757       | 38,79       |        |        |
| Votants                  | Votants                  | Votants        | 4 353        | 61,24        | 4 351       | 61,21       |        |        |
| Blancs et nuls           | Blancs et nuls           | Blancs et nuls | 103          | 2,37         | 88          | 2,02        |        |        |
| Exprimés                 | Exprimés                 | Exprimés       | 4 250        | 97,63        | 4 263       | 97,98       |        |        |
| * Liste du maire sortant |                          |                |              |              |             |             |        |        |

### Étampes
- Maire sortant : Franck Marlin (UMP)
- 35 sièges à pourvoir au conseil municipal (population légale 2011 : 24 013 habitants)
- 24 sièges à pourvoir au conseil communautaire (CA de l'Étampois Sud-Essonne)

|                          | Franck Marlin *      | UMP            | 5 019  | 71,92  | 31 | 22 |  |  |
|                          | Marie-Thérèse Wachet | PS-PCF-EELV    | 916    | 13,12  | 2  | 1  |  |  |
|                          | Mathieu Hillaire     | FG             | 639    | 9,15   | 1  | 1  |  |  |
|                          | François Jousset     | PCF            | 404    | 5,78   | 1  |    |  |  |
|                          |                      |                |        |        |    |    |  |  |
| Inscrits                 | Inscrits             | Inscrits       | 13 243 | 100,00 |    |    |  |  |
| Abstentions              | Abstentions          | Abstentions    | 5 891  | 44,48  |    |    |  |  |
| Votants                  | Votants              | Votants        | 7 352  | 55,52  |    |    |  |  |
| Blancs et nuls           | Blancs et nuls       | Blancs et nuls | 374    | 5,09   |    |    |  |  |
| Exprimés                 | Exprimés             | Exprimés       | 6 978  | 94,91  |    |    |  |  |
| * Liste du maire sortant |                      |                |        |        |    |    |  |  |

### Étiolles
- Maire sortant : Philippe Brun (UMP)
- 23 sièges à pourvoir au conseil municipal (population légale 2011 : 3 101 habitants)
- 5 sièges à pourvoir au conseil communautaire (CA Grand Paris Sud)

|                | Philippe Jumelle | DVD            | 774   | 55,12  | 18 | 4 |  |  |
|                | Daniel Fontaine  | DVD            | 630   | 44,87  | 5  | 1 |  |  |
|                |                  |                |       |        |    |   |  |  |
| Inscrits       | Inscrits         | Inscrits       | 2 467 | 100,00 |    |   |  |  |
| Abstentions    | Abstentions      | Abstentions    | 1 018 | 41,26  |    |   |  |  |
| Votants        | Votants          | Votants        | 1 449 | 58,74  |    |   |  |  |
| Blancs et nuls | Blancs et nuls   | Blancs et nuls | 45    | 3,11   |    |   |  |  |
| Exprimés       | Exprimés         | Exprimés       | 1 404 | 96,89  |    |   |  |  |

### Étréchy
- Maire sortant : Julien Bourgeois (UMP)
- 29 sièges à pourvoir au conseil municipal (population légale 2011 : 6 318 habitants)
- 10 sièges à pourvoir au conseil communautaire (CC Entre Juine et Renarde)

| Tête de liste  | Tête de liste    | Liste          | Premier tour | Premier tour | Second tour | Second tour | Sièges | Sièges |
| Tête de liste  | Tête de liste    | Liste          | Voix         | %            | Voix        | %           | CM     | CC     |
| -------------- | ---------------- | -------------- | ------------ | ------------ | ----------- | ----------- | ------ | ------ |
|                | Élisabeth Dailly | SE             | 1 146        | 35,42        | 1 499       | 46,53       | 22     | 7      |
|                | François Helie   | FN             | 721          | 22,28        | 624         | 19,37       | 2      | 1      |
|                | Itshaham Ishaq   | SE             | 686          | 21,20        | 1 098       | 34,08       | 5      | 2      |
|                | Alain Saforcada  | SE             | 385          | 11,90        |             |             |        |        |
|                | Michel Sironi    | DVG            | 297          | 9,18         |             |             |        |        |
|                |                  |                |              |              |             |             |        |        |
| Inscrits       | Inscrits         | Inscrits       | 4 743        | 100,00       | 4 742       | 100,00      |        |        |
| Abstentions    | Abstentions      | Abstentions    | 1 427        | 30,09        | 1 521       | 32,08       |        |        |
| Votants        | Votants          | Votants        | 3 316        | 69,91        | 3 221       | 67,92       |        |        |
| Blancs et nuls | Blancs et nuls   | Blancs et nuls | 81           | 2,44         | 0           | 0,00        |        |        |
| Exprimés       | Exprimés         | Exprimés       | 3 235        | 97,56        | 3 221       | 100,00      |        |        |

### Évry
- Maire sortant : Francis Chouat (PS)
- 45 sièges à pourvoir au conseil municipal (population légale 2011 : 52 184 habitants)
- 22 sièges à pourvoir au conseil communautaire (CA Grand Paris Sud Seine-Essonne-Sénart)

| Tête de liste            | Tête de liste     | Liste          | Premier tour | Premier tour | Second tour | Second tour | Sièges | Sièges |
| Tête de liste            | Tête de liste     | Liste          | Voix         | %            | Voix        | %           | CM     | CC     |
| ------------------------ | ----------------- | -------------- | ------------ | ------------ | ----------- | ----------- | ------ | ------ |
|                          | Francis Chouat *  | PS-PCF-EELV    | 4 505        | 47,86        | 5 163       | 50,55       | 34     | 17     |
|                          | Joseph Nouvellon  | UMP-MoDem      | 2 219        | 23,57        | 3 131       | 30,66       | 7      | 3      |
|                          | Farida Amrani     | FG             | 1 418        | 15,06        | 1 918       | 18,78       | 4      | 2      |
|                          | Francis Dominguez | DVD            | 647          | 6,87         |             |             |        |        |
|                          | Francis Couvidat  | DVG            | 623          | 6,61         |             |             |        |        |
|                          |                   |                |              |              |             |             |        |        |
| Inscrits                 | Inscrits          | Inscrits       | 26 168       | 100,00       | 26 168      | 100,00      |        |        |
| Abstentions              | Abstentions       | Abstentions    | 16 039       | 61,29        | 15 355      | 58,68       |        |        |
| Votants                  | Votants           | Votants        | 10 129       | 38,71        | 10 813      | 41,32       |        |        |
| Blancs et nuls           | Blancs et nuls    | Blancs et nuls | 717          | 7,08         | 601         | 5,56        |        |        |
| Exprimés                 | Exprimés          | Exprimés       | 9 412        | 92,92        | 10 212      | 94,44       |        |        |
| * Liste du maire sortant |                   |                |              |              |             |             |        |        |

### Fleury-Mérogis
- Maire sortant : David Derrouet (PS)
- 29 sièges à pourvoir au conseil municipal (population légale 2011 : 9 110 habitants)
- 3 sièges à pourvoir au conseil communautaire (CA Cœur d'Essonne Agglomération)

|                          | David Derrouet * | DVG            | 1 060 | 57,45  | 24 | 3 |  |  |
|                          | Bruno Hyson      | DVD            | 288   | 15,60  | 2  |   |  |  |
|                          | Abdel Yassine    | DVG            | 287   | 15,55  | 2  |   |  |  |
|                          | Annie Saltzmann  | FG             | 210   | 11,38  | 1  |   |  |  |
|                          |                  |                |       |        |    |   |  |  |
| Inscrits                 | Inscrits         | Inscrits       | 3 066 | 100,00 |    |   |  |  |
| Abstentions              | Abstentions      | Abstentions    | 1 163 | 37,93  |    |   |  |  |
| Votants                  | Votants          | Votants        | 1 903 | 62,07  |    |   |  |  |
| Blancs et nuls           | Blancs et nuls   | Blancs et nuls | 58    | 3,05   |    |   |  |  |
| Exprimés                 | Exprimés         | Exprimés       | 1 845 | 96,95  |    |   |  |  |
| * Liste du maire sortant |                  |                |       |        |    |   |  |  |

### Forges-les-Bains
- Maire sortant : Antoine Lestien (DVD)
- 27 sièges à pourvoir au conseil municipal (population légale 2011 : 3 748 habitants)
- 5 sièges à pourvoir au conseil communautaire (CC du Pays de Limours)

|                | Marie Chabrier | DVD            | 976   | 65,32  | 23 | 4 |  |  |
|                | Nadine Paulin  | DVG            | 518   | 34,67  | 4  | 1 |  |  |
|                |                |                |       |        |    |   |  |  |
| Inscrits       | Inscrits       | Inscrits       | 2 628 | 100,00 |    |   |  |  |
| Abstentions    | Abstentions    | Abstentions    | 1 045 | 39,76  |    |   |  |  |
| Votants        | Votants        | Votants        | 1 583 | 60,24  |    |   |  |  |
| Blancs et nuls | Blancs et nuls | Blancs et nuls | 89    | 5,62   |    |   |  |  |
| Exprimés       | Exprimés       | Exprimés       | 1 494 | 94,38  |    |   |  |  |

### Gif-sur-Yvette
- Maire sortant : Michel Bournat (UMP)
- 35 sièges à pourvoir au conseil municipal (population légale 2011 : 20 622 habitants)
- 9 sièges à pourvoir au conseil communautaire (CA Paris-Saclay)

|                          | Michel Bournat * | UMP            | 5 346  | 62,78  | 29 | 8 |  |  |
|                          | François Romain  | PS             | 2 137  | 25,09  | 4  | 1 |  |  |
|                          | Olivier Villard  | DVG            | 1 032  | 12,11  | 2  |   |  |  |
|                          |                  |                |        |        |    |   |  |  |
| Inscrits                 | Inscrits         | Inscrits       | 16 425 | 100,00 |    |   |  |  |
| Abstentions              | Abstentions      | Abstentions    | 7 654  | 46,60  |    |   |  |  |
| Votants                  | Votants          | Votants        | 8 771  | 53,40  |    |   |  |  |
| Blancs et nuls           | Blancs et nuls   | Blancs et nuls | 256    | 2,92   |    |   |  |  |
| Exprimés                 | Exprimés         | Exprimés       | 8 515  | 97,08  |    |   |  |  |
| * Liste du maire sortant |                  |                |        |        |    |   |  |  |

### Grigny
- Maire sortant : Philippe Rio (PCF)
- 35 sièges à pourvoir au conseil municipal (population légale 2011 : 27 179 habitants)
- 25 sièges à pourvoir au conseil communautaire (CA Grand Paris Sud)

|                          | Philippe Rio *     | PCF-PS-EELV    | 2 442  | 51,25  | 27 | 20 |  |  |
|                          | Jean-Paul Willaume | UMP            | 858    | 18,01  | 3  | 2  |  |  |
|                          | Sidi Bendiab       | DVG            | 842    | 17,67  | 3  | 2  |  |  |
|                          | Kouider Oukbi      | DVD            | 622    | 13,05  | 2  | 1  |  |  |
|                          |                    |                |        |        |    |    |  |  |
| Inscrits                 | Inscrits           | Inscrits       | 10 169 | 100,00 |    |    |  |  |
| Abstentions              | Abstentions        | Abstentions    | 5 201  | 51,15  |    |    |  |  |
| Votants                  | Votants            | Votants        | 4 968  | 48,85  |    |    |  |  |
| Blancs et nuls           | Blancs et nuls     | Blancs et nuls | 204    | 4,11   |    |    |  |  |
| Exprimés                 | Exprimés           | Exprimés       | 4 764  | 95,89  |    |    |  |  |
| * Liste du maire sortant |                    |                |        |        |    |    |  |  |

### Igny
- Maire sortant : Françoise Ribière (PS)
- 33 sièges à pourvoir au conseil municipal (population légale 2011 : 10 522 habitants)
- 5 sièges à pourvoir au conseil communautaire (CA Paris-Saclay)

| Tête de liste  | Tête de liste        | Liste          | Premier tour | Premier tour | Second tour | Second tour | Sièges | Sièges |
| Tête de liste  | Tête de liste        | Liste          | Voix         | %            | Voix        | %           | CM     | CC     |
| -------------- | -------------------- | -------------- | ------------ | ------------ | ----------- | ----------- | ------ | ------ |
|                | Francisque Vigouroux | UMP-UDI        | 1 857        | 39,96        | 1 929       | 40,20       | 23     | 4      |
|                | Xavier Millois       | DVD            | 1 566        | 33,69        | 1 747       | 36,41       | 6      | 1      |
|                | Françoise Ribiere    | PS-PCF-EELV    | 1 224        | 26,33        | 1 122       | 23,38       | 4      |        |
|                |                      |                |              |              |             |             |        |        |
| Inscrits       | Inscrits             | Inscrits       | 7 495        | 100,00       | 7 495       | 100,00      |        |        |
| Abstentions    | Abstentions          | Abstentions    | 2 713        | 36,20        | 2 601       | 34,70       |        |        |
| Votants        | Votants              | Votants        | 4 782        | 63,80        | 4 894       | 65,30       |        |        |
| Blancs et nuls | Blancs et nuls       | Blancs et nuls | 135          | 2,82         | 96          | 1,96        |        |        |
| Exprimés       | Exprimés             | Exprimés       | 4 647        | 97,18        | 4 798       | 98,04       |        |        |

### Itteville
- Maire sortant : Alexandre Spada (PR)
- 29 sièges à pourvoir au conseil municipal (population légale 2011 : 6 568 habitants)
- 5 sièges à pourvoir au conseil communautaire (CC du Val d'Essonne)

| Tête de liste            | Tête de liste     | Liste          | Premier tour | Premier tour | Second tour | Second tour | Sièges | Sièges |
| Tête de liste            | Tête de liste     | Liste          | Voix         | %            | Voix        | %           | CM     | CC     |
| ------------------------ | ----------------- | -------------- | ------------ | ------------ | ----------- | ----------- | ------ | ------ |
|                          | Alexandre Spada * | DVD            | 1 099        | 38,23        | 1 392       | 53,12       | 22     | 4      |
|                          | Élisabeth Blond   | DVG            | 827          | 28,77        | 1 228       | 46,87       | 7      | 1      |
|                          | Remy Polycarpe    | SE             | 659          | 22,92        |             |             |        |        |
|                          | Jean Peyramaure   | SE             | 289          | 10,05        |             |             |        |        |
|                          |                   |                |              |              |             |             |        |        |
| Inscrits                 | Inscrits          | Inscrits       | 4 614        | 100,00       | 4 615       | 100,00      |        |        |
| Abstentions              | Abstentions       | Abstentions    | 1 640        | 35,54        | 1 667       | 36,12       |        |        |
| Votants                  | Votants           | Votants        | 2 974        | 64,46        | 2 948       | 63,88       |        |        |
| Blancs et nuls           | Blancs et nuls    | Blancs et nuls | 100          | 3,36         | 328         | 11,13       |        |        |
| Exprimés                 | Exprimés          | Exprimés       | 2 874        | 96,64        | 2 620       | 88,87       |        |        |
| * Liste du maire sortant |                   |                |              |              |             |             |        |        |

### Juvisy-sur-Orge
- Maire sortant : Étienne Chaufour (DVG)
- 33 sièges à pourvoir au conseil municipal (population légale 2011 : 14 924 habitants)
- 8 sièges à pourvoir au conseil communautaire (Métropole du Grand Paris)

|                | Robin Reda       | UMP            | 2 657 | 52,57  | 26 | 7 |  |  |
|                | Étienne Chaufour | PS-PCF-EELV    | 1 665 | 32,94  | 5  | 1 |  |  |
|                | Mounia Benaili   | FG             | 732   | 14,48  | 2  |   |  |  |
|                |                  |                |       |        |    |   |  |  |
| Inscrits       | Inscrits         | Inscrits       | 9 072 | 100,00 |    |   |  |  |
| Abstentions    | Abstentions      | Abstentions    | 3 813 | 42,03  |    |   |  |  |
| Votants        | Votants          | Votants        | 5 259 | 57,97  |    |   |  |  |
| Blancs et nuls | Blancs et nuls   | Blancs et nuls | 205   | 3,90   |    |   |  |  |
| Exprimés       | Exprimés         | Exprimés       | 5 054 | 96,10  |    |   |  |  |

### La Ferté-Alais
- Maire sortant : Marie-Annick Piere (DVG)
- 27 sièges à pourvoir au conseil municipal (population légale 2011 : 3 994 habitants)
- 3 sièges à pourvoir au conseil communautaire (CC du Val d'Essonne)

|                          | Marie-Annick Piere * | MoDem          | 771   | 50,69  | 21 | 2 |  |  |
|                          | Caroline Paratre     | DVD            | 548   | 36,02  | 5  | 1 |  |  |
|                          | Hervé Franel         | SE             | 202   | 13,28  | 1  |   |  |  |
|                          |                      |                |       |        |    |   |  |  |
| Inscrits                 | Inscrits             | Inscrits       | 2 564 | 100,00 |    |   |  |  |
| Abstentions              | Abstentions          | Abstentions    | 973   | 37,95  |    |   |  |  |
| Votants                  | Votants              | Votants        | 1 591 | 62,05  |    |   |  |  |
| Blancs et nuls           | Blancs et nuls       | Blancs et nuls | 70    | 4,40   |    |   |  |  |
| Exprimés                 | Exprimés             | Exprimés       | 1 521 | 95,60  |    |   |  |  |
| * Liste du maire sortant |                      |                |       |        |    |   |  |  |

### La Norville
- Maire sortant : Bernard Filleul (PS)
- 27 sièges à pourvoir au conseil municipal (population légale 2011 : 4 048 habitants)
- 3 sièges à pourvoir au conseil communautaire (CA Cœur d'Essonne Agglomération)

|                          | Bernard Filleul * | PS-PCF-EELV    | 1 209 | 100,00 | 27 | 3 |  |  |
|                          |                   |                |       |        |    |   |  |  |
| Inscrits                 | Inscrits          | Inscrits       | 3 126 | 100,00 |    |   |  |  |
| Abstentions              | Abstentions       | Abstentions    | 1 573 | 50,32  |    |   |  |  |
| Votants                  | Votants           | Votants        | 1 553 | 49,68  |    |   |  |  |
| Blancs et nuls           | Blancs et nuls    | Blancs et nuls | 344   | 22,15  |    |   |  |  |
| Exprimés                 | Exprimés          | Exprimés       | 1 209 | 77,85  |    |   |  |  |
| * Liste du maire sortant |                   |                |       |        |    |   |  |  |

### La Ville-du-Bois
- Maire sortant : Jean-Pierre Meur (DVD)
- 29 sièges à pourvoir au conseil municipal (population légale 2011 : 7 118 habitants)
- 3 sièges à pourvoir au conseil communautaire (CA Paris-Saclay)

|                          | Jean-Pierre Meur * | DVD            | 1 553 | 61,60  | 24 | 3 |  |  |
|                          | Olivier Voisin     | DVG            | 621   | 24,63  | 3  |   |  |  |
|                          | Arnaldo Giarmana   | DVD            | 347   | 13,76  | 2  |   |  |  |
|                          |                    |                |       |        |    |   |  |  |
| Inscrits                 | Inscrits           | Inscrits       | 4 680 | 100,00 |    |   |  |  |
| Abstentions              | Abstentions        | Abstentions    | 2 081 | 44,47  |    |   |  |  |
| Votants                  | Votants            | Votants        | 2 599 | 55,53  |    |   |  |  |
| Blancs et nuls           | Blancs et nuls     | Blancs et nuls | 78    | 3,00   |    |   |  |  |
| Exprimés                 | Exprimés           | Exprimés       | 2 521 | 97,00  |    |   |  |  |
| * Liste du maire sortant |                    |                |       |        |    |   |  |  |

### Lardy
- Maire sortant : Claude Roch (DVG)
- 29 sièges à pourvoir au conseil municipal (population légale 2011 : 5 534 habitants)
- 4 sièges à pourvoir au conseil communautaire (CC Entre Juine et Renarde)

|                          | Dominique Bougraud | UDI-MoDem      | 1 474 | 60,23  | 24 | 3 |  |  |
|                          | Claude Roch *      | DVG            | 973   | 39,76  | 5  | 1 |  |  |
|                          |                    |                |       |        |    |   |  |  |
| Inscrits                 | Inscrits           | Inscrits       | 4 120 | 100,00 |    |   |  |  |
| Abstentions              | Abstentions        | Abstentions    | 1 542 | 37,43  |    |   |  |  |
| Votants                  | Votants            | Votants        | 2 578 | 62,57  |    |   |  |  |
| Blancs et nuls           | Blancs et nuls     | Blancs et nuls | 131   | 5,08   |    |   |  |  |
| Exprimés                 | Exprimés           | Exprimés       | 2 447 | 94,92  |    |   |  |  |
| * Liste du maire sortant |                    |                |       |        |    |   |  |  |

### Le Coudray-Montceaux
- Maire sortant : François Gros (UMP)
- 27 sièges à pourvoir au conseil municipal (population légale 2011 : 4 725 habitants)
- 6 sièges à pourvoir au conseil communautaire (CA Grand Paris Sud)

|                          | François Gros *    | UMP            | 1 391 | 79,62  | 25 | 6 |  |  |
|                          | Yannick Villardier | UDI            | 356   | 20,37  | 2  |   |  |  |
|                          |                    |                |       |        |    |   |  |  |
| Inscrits                 | Inscrits           | Inscrits       | 3 070 | 100,00 |    |   |  |  |
| Abstentions              | Abstentions        | Abstentions    | 1 265 | 41,21  |    |   |  |  |
| Votants                  | Votants            | Votants        | 1 805 | 58,79  |    |   |  |  |
| Blancs et nuls           | Blancs et nuls     | Blancs et nuls | 58    | 3,21   |    |   |  |  |
| Exprimés                 | Exprimés           | Exprimés       | 1 747 | 96,79  |    |   |  |  |
| * Liste du maire sortant |                    |                |       |        |    |   |  |  |

### Le Plessis-Pâté
- Maire sortant : Sylvain Tanguy (PS)
- 27 sièges à pourvoir au conseil municipal (population légale 2011 : 4 158 habitants)
- 1 sièges à pourvoir au conseil communautaire (CA Cœur d'Essonne Agglomération)

|                          | Sylvain Tanguy *   | PS             | 1 167 | 62,17  | 22 | 1 |  |  |
|                          | Michaël Christophe | UMP            | 710   | 37,82  | 5  |   |  |  |
|                          |                    |                |       |        |    |   |  |  |
| Inscrits                 | Inscrits           | Inscrits       | 2 764 | 100,00 |    |   |  |  |
| Abstentions              | Abstentions        | Abstentions    | 813   | 29,41  |    |   |  |  |
| Votants                  | Votants            | Votants        | 1 951 | 70,59  |    |   |  |  |
| Blancs et nuls           | Blancs et nuls     | Blancs et nuls | 74    | 3,79   |    |   |  |  |
| Exprimés                 | Exprimés           | Exprimés       | 1 877 | 96,21  |    |   |  |  |
| * Liste du maire sortant |                    |                |       |        |    |   |  |  |

### Les Ulis
- Maire sortant : Sonia Dahou (PS)
- 35 sièges à pourvoir au conseil municipal (population légale 2011 : 24 641 habitants)
- 10 sièges à pourvoir au conseil communautaire (CA Paris-Saclay)

| Tête de liste            | Tête de liste       | Liste          | Premier tour | Premier tour | Second tour | Second tour | Sièges | Sièges |
| Tête de liste            | Tête de liste       | Liste          | Voix         | %            | Voix        | %           | CM     | CC     |
| ------------------------ | ------------------- | -------------- | ------------ | ------------ | ----------- | ----------- | ------ | ------ |
|                          | Françoise Marhuenda | DVG            | 2 593        | 39,83        | 4 036       | 54,27       | 28     | 8      |
|                          | Sonia Dahou *       | PS-PCF-EELV    | 2 265        | 34,79        | 3 019       | 40,59       | 7      | 2      |
|                          | Jean-Marie Ballo    | PG             | 790          | 12,13        |             |             |        |        |
|                          | Bachir El Mourabit  | UMP-UDI        | 659          | 10,12        | 381         | 5,12        |        |        |
|                          | Didier Paxion       | EXG            | 202          | 3,10         |             |             |        |        |
|                          |                     |                |              |              |             |             |        |        |
| Inscrits                 | Inscrits            | Inscrits       | 13 402       | 100,00       | 13 402      | 100,00      |        |        |
| Abstentions              | Abstentions         | Abstentions    | 6 570        | 49,02        | 5 649       | 42,15       |        |        |
| Votants                  | Votants             | Votants        | 6 832        | 50,98        | 7 753       | 57,85       |        |        |
| Blancs et nuls           | Blancs et nuls      | Blancs et nuls | 323          | 4,73         | 317         | 4,09        |        |        |
| Exprimés                 | Exprimés            | Exprimés       | 6 509        | 95,27        | 7 436       | 95,91       |        |        |
| * Liste du maire sortant |                     |                |              |              |             |             |        |        |

### Leuville-sur-Orge
- Maire sortant : Daniel Esprin (MRC)
- 27 sièges à pourvoir au conseil municipal (population légale 2011 : 4 094 habitants)
- 1 sièges à pourvoir au conseil communautaire (CA Cœur d'Essonne Agglomération)

|                | Éric Braive      | PS-PCF-EELV    | 981   | 60,36  | 22 | 1 |  |  |
|                | Sylvestre Musial | DVD            | 644   | 39,63  | 5  |   |  |  |
|                |                  |                |       |        |    |   |  |  |
| Inscrits       | Inscrits         | Inscrits       | 2 830 | 100,00 |    |   |  |  |
| Abstentions    | Abstentions      | Abstentions    | 1 127 | 39,82  |    |   |  |  |
| Votants        | Votants          | Votants        | 1 703 | 60,18  |    |   |  |  |
| Blancs et nuls | Blancs et nuls   | Blancs et nuls | 78    | 4,58   |    |   |  |  |
| Exprimés       | Exprimés         | Exprimés       | 1 625 | 95,42  |    |   |  |  |

### Limours
- Maire sortant : Jean-Raymond Hugonet (NC)
- 29 sièges à pourvoir au conseil municipal (population légale 2011 : 6 478 habitants)
- 9 sièges à pourvoir au conseil communautaire (CC du Pays de Limours)

|                          | Jean-Raymond Hugonet * | DVD            | 2 345 | 76,55  | 26 | 8 |  |  |
|                          | Olivier Jouniaux       | DVG            | 718   | 23,44  | 3  | 1 |  |  |
|                          |                        |                |       |        |    |   |  |  |
| Inscrits                 | Inscrits               | Inscrits       | 4 974 | 100,00 |    |   |  |  |
| Abstentions              | Abstentions            | Abstentions    | 1 802 | 36,23  |    |   |  |  |
| Votants                  | Votants                | Votants        | 3 172 | 63,77  |    |   |  |  |
| Blancs et nuls           | Blancs et nuls         | Blancs et nuls | 109   | 3,44   |    |   |  |  |
| Exprimés                 | Exprimés               | Exprimés       | 3 063 | 96,56  |    |   |  |  |
| * Liste du maire sortant |                        |                |       |        |    |   |  |  |

### Linas
- Maire sortant : François Pelletant (UDI)
- 29 sièges à pourvoir au conseil municipal (population légale 2011 : 6 519 habitants)
- 3 sièges à pourvoir au conseil communautaire (CA Paris-Saclay)

|                          | François Pelletant *    | DVD            | 1 209 | 50,67  | 22 | 2 |  |  |
|                          | Christian Lardiere      | UMP            | 679   | 28,45  | 4  | 1 |  |  |
|                          | Mireille Cuniot-Ponsard | PS-PCF-EELV    | 498   | 20,87  | 3  |   |  |  |
|                          |                         |                |       |        |    |   |  |  |
| Inscrits                 | Inscrits                | Inscrits       | 4 178 | 100,00 |    |   |  |  |
| Abstentions              | Abstentions             | Abstentions    | 1 720 | 41,17  |    |   |  |  |
| Votants                  | Votants                 | Votants        | 2 458 | 58,83  |    |   |  |  |
| Blancs et nuls           | Blancs et nuls          | Blancs et nuls | 72    | 2,93   |    |   |  |  |
| Exprimés                 | Exprimés                | Exprimés       | 2 386 | 97,07  |    |   |  |  |
| * Liste du maire sortant |                         |                |       |        |    |   |  |  |

### Lisses
- Maire sortant : Thierry Lafon (DVD)
- 29 sièges à pourvoir au conseil municipal (population légale 2011 : 7 316 habitants)
- 4 sièges à pourvoir au conseil communautaire (CA Grand Paris Sud)

|                          | Thierry Lafon *     | DVD            | 1 692 | 54,49  | 23 | 3 |  |  |
|                          | François Petit-Jean | PS-PCF-EELV    | 948   | 30,53  | 4  | 1 |  |  |
|                          | Roland Dimur        | DVD            | 465   | 14,97  | 2  |   |  |  |
|                          |                     |                |       |        |    |   |  |  |
| Inscrits                 | Inscrits            | Inscrits       | 5 429 | 100,00 |    |   |  |  |
| Abstentions              | Abstentions         | Abstentions    | 2 230 | 41,08  |    |   |  |  |
| Votants                  | Votants             | Votants        | 3 199 | 58,92  |    |   |  |  |
| Blancs et nuls           | Blancs et nuls      | Blancs et nuls | 94    | 2,94   |    |   |  |  |
| Exprimés                 | Exprimés            | Exprimés       | 3 105 | 97,06  |    |   |  |  |
| * Liste du maire sortant |                     |                |       |        |    |   |  |  |

### Longjumeau
- Maire sortant : Sandrine Gelot-Rateau (UMP)
- 35 sièges à pourvoir au conseil municipal (population légale 2011 : 21 510 habitants)
- 8 sièges à pourvoir au conseil communautaire (CA Paris-Saclay)

| Tête de liste            | Tête de liste           | Liste          | Premier tour | Premier tour | Second tour | Second tour | Sièges | Sièges |
| Tête de liste            | Tête de liste           | Liste          | Voix         | %            | Voix        | %           | CM     | CC     |
| ------------------------ | ----------------------- | -------------- | ------------ | ------------ | ----------- | ----------- | ------ | ------ |
|                          | Sandrine Gelot-Rateau * | UMP-UDI        | 3 324        | 44,85        | 4 140       | 54,93       | 28     | 7      |
|                          | Gilles Gobron           | PS-PCF-EELV    | 1 693        | 22,84        | 2 474       | 32,82       | 5      | 1      |
|                          | Philippe Schmit         | DVG            | 1 083        | 14,61        |             |             |        |        |
|                          | Patrice Bruera          | FN             | 896          | 12,09        | 922         | 12,23       | 2      |        |
|                          | Bernard Nieuviaert      | DVD            | 415          | 5,59         |             |             |        |        |
|                          |                         |                |              |              |             |             |        |        |
| Inscrits                 | Inscrits                | Inscrits       | 13 357       | 100,00       | 13 354      | 100,00      |        |        |
| Abstentions              | Abstentions             | Abstentions    | 5 709        | 42,74        | 5 612       | 42,02       |        |        |
| Votants                  | Votants                 | Votants        | 7 648        | 57,26        | 7 742       | 57,98       |        |        |
| Blancs et nuls           | Blancs et nuls          | Blancs et nuls | 237          | 3,10         | 206         | 2,66        |        |        |
| Exprimés                 | Exprimés                | Exprimés       | 7 411        | 96,90        | 7 536       | 97,34       |        |        |
| * Liste du maire sortant |                         |                |              |              |             |             |        |        |

### Longpont-sur-Orge
- Maire sortant : Delphine Antonetti (DVG)
- 29 sièges à pourvoir au conseil municipal (population légale 2011 : 6 476 habitants)
- 2 sièges à pourvoir au conseil communautaire (CA Cœur d'Essonne Agglomération)

|                          | Philippe Hamon       | UDI-MoDem      | 1 454 | 51,94  | 22 | 2 |  |  |
|                          | Delphine Antonetti * | PS-PCF-EELV    | 1 345 | 48,05  | 7  |   |  |  |
|                          |                      |                |       |        |    |   |  |  |
| Inscrits                 | Inscrits             | Inscrits       | 4 470 | 100,00 |    |   |  |  |
| Abstentions              | Abstentions          | Abstentions    | 1 533 | 34,30  |    |   |  |  |
| Votants                  | Votants              | Votants        | 2 937 | 65,70  |    |   |  |  |
| Blancs et nuls           | Blancs et nuls       | Blancs et nuls | 138   | 4,70   |    |   |  |  |
| Exprimés                 | Exprimés             | Exprimés       | 2 799 | 95,30  |    |   |  |  |
| * Liste du maire sortant |                      |                |       |        |    |   |  |  |

### Marcoussis
- Maire sortant : Olivier Thomas (PS)
- 29 sièges à pourvoir au conseil municipal (population légale 2011 : 7 987 habitants)
- 3 sièges à pourvoir au conseil communautaire (CA Paris-Saclay)

|                          | Olivier Thomas * | PS-PCF-EELV    | 2 001 | 100,00 | 29 | 3 |  |  |
|                          |                  |                |       |        |    |   |  |  |
| Inscrits                 | Inscrits         | Inscrits       | 5 734 | 100,00 |    |   |  |  |
| Abstentions              | Abstentions      | Abstentions    | 2 872 | 50,09  |    |   |  |  |
| Votants                  | Votants          | Votants        | 2 862 | 49,91  |    |   |  |  |
| Blancs et nuls           | Blancs et nuls   | Blancs et nuls | 861   | 30,08  |    |   |  |  |
| Exprimés                 | Exprimés         | Exprimés       | 2 001 | 69,92  |    |   |  |  |
| * Liste du maire sortant |                  |                |       |        |    |   |  |  |

### Marolles-en-Hurepoix
- Maire sortant : Georges Joubert (DVD)
- 27 sièges à pourvoir au conseil municipal (population légale 2011 : 4 870 habitants)
- 4 sièges à pourvoir au conseil communautaire (CA Cœur d'Essonne Agglomération)

|                          | Georges Joubert * | UDI            | 1 735 | 100,00 | 27 | 4 |  |  |
|                          |                   |                |       |        |    |   |  |  |
| Inscrits                 | Inscrits          | Inscrits       | 3 819 | 100,00 |    |   |  |  |
| Abstentions              | Abstentions       | Abstentions    | 1 807 | 47,32  |    |   |  |  |
| Votants                  | Votants           | Votants        | 2 012 | 52,68  |    |   |  |  |
| Blancs et nuls           | Blancs et nuls    | Blancs et nuls | 277   | 13,77  |    |   |  |  |
| Exprimés                 | Exprimés          | Exprimés       | 1 735 | 86,23  |    |   |  |  |
| * Liste du maire sortant |                   |                |       |        |    |   |  |  |

### Massy
- Maire sortant : Vincent Delahaye (UDI)
- 43 sièges à pourvoir au conseil municipal (population légale 2011 : 43 006 habitants)
- 15 sièges à pourvoir au conseil communautaire (CA Paris-Saclay)

|                          | Vincent Delahaye *      | UMP-UDI        | 9 827  | 67,05  | 37 | 13 |  |  |
|                          | Hella Kribi-Romdhane    | PS-PCF-EELV    | 3 745  | 25,55  | 5  | 2  |  |  |
|                          | Josiane Laurent-Prevost | FG             | 1 083  | 7,38   | 1  |    |  |  |
|                          |                         |                |        |        |    |    |  |  |
| Inscrits                 | Inscrits                | Inscrits       | 27 557 | 100,00 |    |    |  |  |
| Abstentions              | Abstentions             | Abstentions    | 12 218 | 44,34  |    |    |  |  |
| Votants                  | Votants                 | Votants        | 15 339 | 55,66  |    |    |  |  |
| Blancs et nuls           | Blancs et nuls          | Blancs et nuls | 684    | 4,46   |    |    |  |  |
| Exprimés                 | Exprimés                | Exprimés       | 14 655 | 95,54  |    |    |  |  |
| * Liste du maire sortant |                         |                |        |        |    |    |  |  |

### Mennecy
- Maire sortant : Jean-Philippe Dugoin (UDI)
- 33 sièges à pourvoir au conseil municipal (population légale 2011 : 13 344 habitants)
- 8 sièges à pourvoir au conseil communautaire (CC du Val d'Essonne)

|                          | Jean-Philippe Dugoin-Clément * | DVD            | 3 004  | 51,56  | 26 | 7 |  |  |
|                          | Christian Richomme             | DVG            | 1 878  | 32,23  | 5  | 1 |  |  |
|                          | Julien Schenardi               | FN             | 944    | 16,20  | 2  |   |  |  |
|                          |                                |                |        |        |    |   |  |  |
| Inscrits                 | Inscrits                       | Inscrits       | 10 640 | 100,00 |    |   |  |  |
| Abstentions              | Abstentions                    | Abstentions    | 4 523  | 42,51  |    |   |  |  |
| Votants                  | Votants                        | Votants        | 6 117  | 57,49  |    |   |  |  |
| Blancs et nuls           | Blancs et nuls                 | Blancs et nuls | 291    | 4,76   |    |   |  |  |
| Exprimés                 | Exprimés                       | Exprimés       | 5 826  | 95,24  |    |   |  |  |
| * Liste du maire sortant |                                |                |        |        |    |   |  |  |

### Méréville
- Maire sortant : Louis Auroux (SE)
- 23 sièges à pourvoir au conseil municipal (population légale 2011 : 3 191 habitants)
- 3 sièges à pourvoir au conseil communautaire (CC de l'Étampois Sud-Essonne)

| Tête de liste  | Tête de liste      | Liste          | Premier tour | Premier tour | Second tour | Second tour | Sièges | Sièges |
| Tête de liste  | Tête de liste      | Liste          | Voix         | %            | Voix        | %           | CM     | CC     |
| -------------- | ------------------ | -------------- | ------------ | ------------ | ----------- | ----------- | ------ | ------ |
|                | Guy Desmurs        | DVD            | 661          | 42,61        | 776         | 49,39       | 18     | 2      |
|                | Jean-Pierre Dubois | UDI-MoDem      | 485          | 31,27        | 444         | 28,26       | 3      | 1      |
|                | Colette Thourigny  | SE             | 405          | 26,11        | 351         | 22,34       | 2      |        |
|                |                    |                |              |              |             |             |        |        |
| Inscrits       | Inscrits           | Inscrits       | 2 412        | 100,00       | 2 412       | 100,00      |        |        |
| Abstentions    | Abstentions        | Abstentions    | 815          | 33,79        | 814         | 33,75       |        |        |
| Votants        | Votants            | Votants        | 1 597        | 66,21        | 1 598       | 66,25       |        |        |
| Blancs et nuls | Blancs et nuls     | Blancs et nuls | 46           | 2,88         | 27          | 1,69        |        |        |
| Exprimés       | Exprimés           | Exprimés       | 1 551        | 97,12        | 1 571       | 98,31       |        |        |

### Milly-la-Forêt
- Maire sortant : François Orcel (UMP)
- 27 sièges à pourvoir au conseil municipal (population légale 2011 : 4 765 habitants)
- 4 sièges à pourvoir au conseil communautaire (CC des 2 Vallées)

|                          | François Orcel * | DVD            | 1 485 | 74,51  | 24 | 4 |  |  |
|                          | Gérard Meydiot   | DVG            | 508   | 25,48  | 3  |   |  |  |
|                          |                  |                |       |        |    |   |  |  |
| Inscrits                 | Inscrits         | Inscrits       | 3 498 | 100,00 |    |   |  |  |
| Abstentions              | Abstentions      | Abstentions    | 1 383 | 39,54  |    |   |  |  |
| Votants                  | Votants          | Votants        | 2 115 | 60,46  |    |   |  |  |
| Blancs et nuls           | Blancs et nuls   | Blancs et nuls | 122   | 5,77   |    |   |  |  |
| Exprimés                 | Exprimés         | Exprimés       | 1 993 | 94,23  |    |   |  |  |
| * Liste du maire sortant |                  |                |       |        |    |   |  |  |

### Montgeron
- Maire sortant : Gérald Hérault (PS)
- 35 sièges à pourvoir au conseil municipal (population légale 2011 : 22 941 habitants)
- 16 sièges à pourvoir au conseil communautaire (CA Val d'Yerres Val de Seine)

|                | François Durovray | UMP            | 5 535  | 58,26  | 28 | 13 |  |  |
|                | Aude Bristot      | PS-PCF-EELV    | 2 916  | 30,69  | 5  | 2  |  |  |
|                | Patrice Cros      | DVD            | 1 049  | 11,04  | 2  | 1  |  |  |
|                |                   |                |        |        |    |    |  |  |
| Inscrits       | Inscrits          | Inscrits       | 15 403 | 100,00 |    |    |  |  |
| Abstentions    | Abstentions       | Abstentions    | 5 632  | 36,56  |    |    |  |  |
| Votants        | Votants           | Votants        | 9 771  | 63,44  |    |    |  |  |
| Blancs et nuls | Blancs et nuls    | Blancs et nuls | 271    | 2,77   |    |    |  |  |
| Exprimés       | Exprimés          | Exprimés       | 9 500  | 97,23  |    |    |  |  |

### Montlhéry
- Maire sortant : Claude Pons (PR)
- 29 sièges à pourvoir au conseil municipal (population légale 2011 : 7 019 habitants)
- 3 sièges à pourvoir au conseil communautaire (CA Paris-Saclay)

|                          | Claude Pons *  | UMP            | 1 719 | 66,55  | 24 | 2 |  |  |
|                          | Bernard Lafont | DVD            | 864   | 33,44  | 5  | 1 |  |  |
|                          |                |                |       |        |    |   |  |  |
| Inscrits                 | Inscrits       | Inscrits       | 4 388 | 100,00 |    |   |  |  |
| Abstentions              | Abstentions    | Abstentions    | 1 654 | 37,69  |    |   |  |  |
| Votants                  | Votants        | Votants        | 2 734 | 62,31  |    |   |  |  |
| Blancs et nuls           | Blancs et nuls | Blancs et nuls | 151   | 5,52   |    |   |  |  |
| Exprimés                 | Exprimés       | Exprimés       | 2 583 | 94,48  |    |   |  |  |
| * Liste du maire sortant |                |                |       |        |    |   |  |  |

### Morangis
- Maire sortant : Pascal Noury (PS)
- 33 sièges à pourvoir au conseil municipal (population légale 2011 : 12 592 habitants)
- 7 sièges à pourvoir au conseil communautaire (Métropole du Grand Paris)

| Tête de liste            | Tête de liste             | Liste          | Premier tour | Premier tour | Second tour | Second tour | Sièges | Sièges |
| Tête de liste            | Tête de liste             | Liste          | Voix         | %            | Voix        | %           | CM     | CC     |
| ------------------------ | ------------------------- | -------------- | ------------ | ------------ | ----------- | ----------- | ------ | ------ |
|                          | Pascal Noury *            | DVG            | 1 878        | 35,77        | 2 237       | 40,42       | 24     | 5      |
|                          | Brigitte Vermillet        | DVD            | 1 563        | 29,77        | 2 064       | 37,29       | 6      | 1      |
|                          | Dominique Herault         | DVD            | 1 060        | 20,19        | 1 233       | 22,28       | 3      | 1      |
|                          | Sébastien Templet-Belmont | DVD            | 748          | 14,25        |             |             |        |        |
|                          |                           |                |              |              |             |             |        |        |
| Inscrits                 | Inscrits                  | Inscrits       | 8 609        | 100,00       | 8 609       | 100,00      |        |        |
| Abstentions              | Abstentions               | Abstentions    | 3 191        | 37,07        | 2 964       | 34,43       |        |        |
| Votants                  | Votants                   | Votants        | 5 418        | 62,93        | 5 645       | 65,57       |        |        |
| Blancs et nuls           | Blancs et nuls            | Blancs et nuls | 169          | 3,12         | 111         | 1,97        |        |        |
| Exprimés                 | Exprimés                  | Exprimés       | 5 249        | 96,88        | 5 534       | 98,03       |        |        |
| * Liste du maire sortant |                           |                |              |              |             |             |        |        |

### Morigny-Champigny
- Maire sortant : Bernard Dionnet (DVD)
- 27 sièges à pourvoir au conseil municipal (population légale 2011 : 4 305 habitants)
- 4 sièges à pourvoir au conseil communautaire (CA de l'Étampois Sud-Essonne)

|                          | Bernard Dionnet *     | DVD            | 1 412 | 68,41  | 23 | 4 |  |  |
|                          | Jean-Gabriel Lainey   | DVG            | 359   | 17,39  | 2  |   |  |  |
|                          | Jean-François Foucher | DVD            | 293   | 14,19  | 2  |   |  |  |
|                          |                       |                |       |        |    |   |  |  |
| Inscrits                 | Inscrits              | Inscrits       | 3 434 | 100,00 |    |   |  |  |
| Abstentions              | Abstentions           | Abstentions    | 1 315 | 38,29  |    |   |  |  |
| Votants                  | Votants               | Votants        | 2 119 | 61,71  |    |   |  |  |
| Blancs et nuls           | Blancs et nuls        | Blancs et nuls | 55    | 2,60   |    |   |  |  |
| Exprimés                 | Exprimés              | Exprimés       | 2 064 | 97,40  |    |   |  |  |
| * Liste du maire sortant |                       |                |       |        |    |   |  |  |

### Morsang-sur-Orge
- Maire sortant : Marjolaine Rauze (PCF)
- 35 sièges à pourvoir au conseil municipal (population légale 2011 : 21 043 habitants)
- 8 sièges à pourvoir au conseil communautaire (CA Cœur d'Essonne Agglomération)

|                          | Marjolaine Rauze * | PS-PCF-EELV    | 4 146  | 53,39  | 27 | 6 |  |  |
|                          | Marianne Duranton  | UDI-MoDem      | 3 619  | 46,60  | 8  | 2 |  |  |
|                          |                    |                |        |        |    |   |  |  |
| Inscrits                 | Inscrits           | Inscrits       | 13 957 | 100,00 |    |   |  |  |
| Abstentions              | Abstentions        | Abstentions    | 5 796  | 41,53  |    |   |  |  |
| Votants                  | Votants            | Votants        | 8 161  | 58,47  |    |   |  |  |
| Blancs et nuls           | Blancs et nuls     | Blancs et nuls | 396    | 4,85   |    |   |  |  |
| Exprimés                 | Exprimés           | Exprimés       | 7 765  | 95,15  |    |   |  |  |
| * Liste du maire sortant |                    |                |        |        |    |   |  |  |

### Nozay
- Maire sortant : Paul Raymond (SE)
- 27 sièges à pourvoir au conseil municipal (population légale 2011 : 4 736 habitants)
- 3 sièges à pourvoir au conseil communautaire (CA Paris-Saclay)

| Tête de liste            | Tête de liste   | Liste          | Premier tour | Premier tour | Second tour | Second tour | Sièges | Sièges |
| Tête de liste            | Tête de liste   | Liste          | Voix         | %            | Voix        | %           | CM     | CC     |
| ------------------------ | --------------- | -------------- | ------------ | ------------ | ----------- | ----------- | ------ | ------ |
|                          | Paul Raymond *  | DVG            | 1 073        | 47,28        | 1 148       | 50,35       | 21     | 2      |
|                          | Raphaël Bernard | DVG            | 723          | 31,86        | 827         | 36,27       | 5      | 1      |
|                          | Éric Hohbauer   | DVD            | 473          | 20,84        | 305         | 13,37       | 1      |        |
|                          |                 |                |              |              |             |             |        |        |
| Inscrits                 | Inscrits        | Inscrits       | 3 233        | 100,00       | 3 232       | 100,00      |        |        |
| Abstentions              | Abstentions     | Abstentions    | 923          | 28,55        | 920         | 28,47       |        |        |
| Votants                  | Votants         | Votants        | 2 310        | 71,45        | 2 312       | 71,53       |        |        |
| Blancs et nuls           | Blancs et nuls  | Blancs et nuls | 41           | 1,77         | 32          | 1,38        |        |        |
| Exprimés                 | Exprimés        | Exprimés       | 2 269        | 98,23        | 2 280       | 98,62       |        |        |
| * Liste du maire sortant |                 |                |              |              |             |             |        |        |

### Ollainville
- Maire sortant : Pierre Dodoz (DVG)
- 27 sièges à pourvoir au conseil municipal (population légale 2011 : 4 560 habitants)
- 4 sièges à pourvoir au conseil communautaire (CA Cœur d'Essonne Agglomération)

|                | Jean-Michel Giraudeau | DVG            | 1 209 | 64,96  | 23 | 3 |  |  |
|                | Philippe Joly         | DVD            | 652   | 35,03  | 4  | 1 |  |  |
|                |                       |                |       |        |    |   |  |  |
| Inscrits       | Inscrits              | Inscrits       | 3 006 | 100,00 |    |   |  |  |
| Abstentions    | Abstentions           | Abstentions    | 1 076 | 35,80  |    |   |  |  |
| Votants        | Votants               | Votants        | 1 930 | 64,20  |    |   |  |  |
| Blancs et nuls | Blancs et nuls        | Blancs et nuls | 69    | 3,58   |    |   |  |  |
| Exprimés       | Exprimés              | Exprimés       | 1 861 | 96,42  |    |   |  |  |

### Orsay
- Maire sortant : David Ros (PS)
- 33 sièges à pourvoir au conseil municipal (population légale 2011 : 15 903 habitants)
- 7 sièges à pourvoir au conseil communautaire (CA Paris-Saclay)

| Tête de liste            | Tête de liste         | Liste          | Premier tour | Premier tour | Second tour | Second tour | Sièges | Sièges |
| Tête de liste            | Tête de liste         | Liste          | Voix         | %            | Voix        | %           | CM     | CC     |
| ------------------------ | --------------------- | -------------- | ------------ | ------------ | ----------- | ----------- | ------ | ------ |
|                          | David Ros *           | PS             | 3 386        | 48,92        | 3 866       | 55,06       | 26     | 6      |
|                          | Raymond Raphael       | UMP-UDI        | 1 992        | 28,78        | 3 155       | 44,93       | 7      | 1      |
|                          | Jean-Christophe Peral | DVD            | 1 543        | 22,29        |             |             |        |        |
|                          |                       |                |              |              |             |             |        |        |
| Inscrits                 | Inscrits              | Inscrits       | 11 261       | 100,00       | 11 261      | 100,00      |        |        |
| Abstentions              | Abstentions           | Abstentions    | 4 139        | 36,76        | 4 008       | 35,59       |        |        |
| Votants                  | Votants               | Votants        | 7 122        | 63,24        | 7 253       | 64,41       |        |        |
| Blancs et nuls           | Blancs et nuls        | Blancs et nuls | 201          | 2,82         | 232         | 3,20        |        |        |
| Exprimés                 | Exprimés              | Exprimés       | 6 921        | 97,18        | 7 021       | 96,80       |        |        |
| * Liste du maire sortant |                       |                |              |              |             |             |        |        |

### Palaiseau
- Maire sortant : Claire Robillard (PS)
- 39 sièges à pourvoir au conseil municipal (population légale 2011 : 30 316 habitants)
- 12 sièges à pourvoir au conseil communautaire (CA Paris-Saclay)

| Tête de liste            | Tête de liste         | Liste          | Premier tour | Premier tour | Second tour | Second tour | Sièges | Sièges |
| Tête de liste            | Tête de liste         | Liste          | Voix         | %            | Voix        | %           | CM     | CC     |
| ------------------------ | --------------------- | -------------- | ------------ | ------------ | ----------- | ----------- | ------ | ------ |
|                          | Grégoire de Lasteyrie | UMP-UDI        | 5 305        | 43,71        | 6 615       | 52,32       | 30     | 9      |
|                          | Claire Robillard *    | PS-PCF         | 4 682        | 38,57        | 6 028       | 47,67       | 9      | 3      |
|                          | Michel Rouyer         | EELV           | 2 149        | 17,70        |             |             |        |        |
|                          |                       |                |              |              |             |             |        |        |
| Inscrits                 | Inscrits              | Inscrits       | 20 861       | 100,00       | 20 862      | 100,00      |        |        |
| Abstentions              | Abstentions           | Abstentions    | 8 228        | 39,44        | 7 762       | 37,21       |        |        |
| Votants                  | Votants               | Votants        | 12 633       | 60,56        | 13 100      | 62,79       |        |        |
| Blancs et nuls           | Blancs et nuls        | Blancs et nuls | 497          | 3,93         | 457         | 3,49        |        |        |
| Exprimés                 | Exprimés              | Exprimés       | 12 136       | 96,07        | 12 643      | 96,51       |        |        |
| * Liste du maire sortant |                       |                |              |              |             |             |        |        |

### Paray-Vieille-Poste
- Maire sortant : Alain Védère (SE)
- 29 sièges à pourvoir au conseil municipal (population légale 2011 : 7 171 habitants)
- 6 sièges à pourvoir au conseil communautaire (Métropole du Grand Paris)

| Tête de liste            | Tête de liste  | Liste          | Premier tour | Premier tour | Second tour | Second tour | Sièges | Sièges |
| Tête de liste            | Tête de liste  | Liste          | Voix         | %            | Voix        | %           | CM     | CC     |
| ------------------------ | -------------- | -------------- | ------------ | ------------ | ----------- | ----------- | ------ | ------ |
|                          | Alain Védère * | DVD            | 1 491        | 42,93        | 1 908       | 52,92       | 22     | 5      |
|                          | Pascal Picard  | UMP            | 1 367        | 39,36        | 1 697       | 47,07       | 7      | 1      |
|                          | Yves Loiseau   | PS             | 318          | 9,15         |             |             |        |        |
|                          | Thierry Auriat | FN             | 297          | 8,55         |             |             |        |        |
|                          |                |                |              |              |             |             |        |        |
| Inscrits                 | Inscrits       | Inscrits       | 5 547        | 100,00       | 5 447       | 100,00      |        |        |
| Abstentions              | Abstentions    | Abstentions    | 2 000        | 36,06        | 1 745       | 32,04       |        |        |
| Votants                  | Votants        | Votants        | 3 547        | 63,94        | 3 702       | 67,96       |        |        |
| Blancs et nuls           | Blancs et nuls | Blancs et nuls | 74           | 2,09         | 97          | 2,62        |        |        |
| Exprimés                 | Exprimés       | Exprimés       | 3 473        | 97,91        | 3 605       | 97,38       |        |        |
| * Liste du maire sortant |                |                |              |              |             |             |        |        |

### Quincy-sous-Sénart
- Maire sortant : Daniel Besse (UMP)
- 29 sièges à pourvoir au conseil municipal (population légale 2011 : 8 209 habitants)
- 5 sièges à pourvoir au conseil communautaire (CA Val d'Yerres Val de Seine)

| Tête de liste  | Tête de liste      | Liste          | Premier tour | Premier tour | Second tour | Second tour | Sièges | Sièges |
| Tête de liste  | Tête de liste      | Liste          | Voix         | %            | Voix        | %           | CM     | CC     |
| -------------- | ------------------ | -------------- | ------------ | ------------ | ----------- | ----------- | ------ | ------ |
|                | Christine Garnier  | UMP-UDI        | 1 204        | 41,05        | 1 353       | 45,74       | 22     | 4      |
|                | Dominique Bruguera | PS             | 751          | 25,60        | 840         | 28,39       | 4      | 1      |
|                | Danielle Couvreux  | SE             | 718          | 24,48        | 765         | 25,86       | 3      |        |
|                | Samir Lebcir       | DVG            | 260          | 8,86         |             |             |        |        |
|                |                    |                |              |              |             |             |        |        |
| Inscrits       | Inscrits           | Inscrits       | 5 191        | 100,00       | 5 191       | 100,00      |        |        |
| Abstentions    | Abstentions        | Abstentions    | 2 121        | 40,86        | 2 133       | 41,09       |        |        |
| Votants        | Votants            | Votants        | 3 070        | 59,14        | 3 058       | 58,91       |        |        |
| Blancs et nuls | Blancs et nuls     | Blancs et nuls | 137          | 4,46         | 100         | 3,27        |        |        |
| Exprimés       | Exprimés           | Exprimés       | 2 933        | 95,54        | 2 958       | 96,73       |        |        |

### Ris-Orangis
- Maire sortant : Stéphane Raffalli (PS)
- 35 sièges à pourvoir au conseil municipal (population légale 2011 : 26 988 habitants)
- 12 sièges à pourvoir au conseil communautaire (CA Grand Paris Sud)

| Tête de liste            | Tête de liste        | Liste          | Premier tour | Premier tour | Second tour | Second tour | Sièges | Sièges |
| Tête de liste            | Tête de liste        | Liste          | Voix         | %            | Voix        | %           | CM     | CC     |
| ------------------------ | -------------------- | -------------- | ------------ | ------------ | ----------- | ----------- | ------ | ------ |
|                          | Stéphane Raffalli *  | PS-PCF-EELV    | 3 106        | 38,83        | 3 959       | 48,50       | 27     | 9      |
|                          | Yves Liebmann        | DVD            | 1 898        | 23,73        | 3 014       | 36,92       | 6      | 2      |
|                          | Laurent Stillen      | FN             | 1 311        | 16,39        | 1 189       | 14,56       | 2      | 1      |
|                          | Christian Amar Henni | FG             | 734          | 9,17         |             |             |        |        |
|                          | Didier Chastanet     | DVG            | 401          | 5,01         |             |             |        |        |
|                          | Yannick Perroteau    | UDI            | 324          | 4,05         |             |             |        |        |
|                          | Pierre Negre         | DVD            | 223          | 2,78         |             |             |        |        |
|                          |                      |                |              |              |             |             |        |        |
| Inscrits                 | Inscrits             | Inscrits       | 15 396       | 100,00       | 15 396      | 100,00      |        |        |
| Abstentions              | Abstentions          | Abstentions    | 7 152        | 46,45        | 6 909       | 44,88       |        |        |
| Votants                  | Votants              | Votants        | 8 244        | 53,55        | 8 487       | 55,12       |        |        |
| Blancs et nuls           | Blancs et nuls       | Blancs et nuls | 247          | 3,00         | 325         | 3,83        |        |        |
| Exprimés                 | Exprimés             | Exprimés       | 7 997        | 97,00        | 8 162       | 96,17       |        |        |
| * Liste du maire sortant |                      |                |              |              |             |             |        |        |

### Saclay
- Maire sortant : Christian Page (DVD)
- 23 sièges à pourvoir au conseil municipal (population légale 2011 : 3 439 habitants)
- 3 sièges à pourvoir au conseil communautaire (CA Paris-Saclay)

|                          | Christian Page * | DVD            | 992   | 100,00 | 23 | 3 |  |  |
|                          |                  |                |       |        |    |   |  |  |
| Inscrits                 | Inscrits         | Inscrits       | 2 623 | 100,00 |    |   |  |  |
| Abstentions              | Abstentions      | Abstentions    | 1 261 | 48,07  |    |   |  |  |
| Votants                  | Votants          | Votants        | 1 362 | 51,93  |    |   |  |  |
| Blancs et nuls           | Blancs et nuls   | Blancs et nuls | 370   | 27,17  |    |   |  |  |
| Exprimés                 | Exprimés         | Exprimés       | 992   | 72,83  |    |   |  |  |
| * Liste du maire sortant |                  |                |       |        |    |   |  |  |

### Saint-Chéron
- Maire sortant : Jocelyne Guidez (UMP)
- 27 sièges à pourvoir au conseil municipal (population légale 2011 : 4 817 habitants)
- 7 sièges à pourvoir au conseil communautaire (CC Le Dourdannais en Hurepoix)

|                          | Jocelyne Guidez * | DVD            | 1 370 | 65,20  | 23 | 6 |  |  |
|                          | André Lever       | SE             | 466   | 22,17  | 3  | 1 |  |  |
|                          | Pierre Wajeman    | DVG            | 265   | 12,61  | 1  |   |  |  |
|                          |                   |                |       |        |    |   |  |  |
| Inscrits                 | Inscrits          | Inscrits       | 3 538 | 100,00 |    |   |  |  |
| Abstentions              | Abstentions       | Abstentions    | 1 352 | 38,21  |    |   |  |  |
| Votants                  | Votants           | Votants        | 2 186 | 61,79  |    |   |  |  |
| Blancs et nuls           | Blancs et nuls    | Blancs et nuls | 85    | 3,89   |    |   |  |  |
| Exprimés                 | Exprimés          | Exprimés       | 2 101 | 96,11  |    |   |  |  |
| * Liste du maire sortant |                   |                |       |        |    |   |  |  |

### Saint-Germain-lès-Arpajon
- Maire sortant : Monique Goguelat (PS)
- 29 sièges à pourvoir au conseil municipal (population légale 2011 : 9 324 habitants)
- 6 sièges à pourvoir au conseil communautaire (CA Cœur d'Essonne Agglomération)

| Tête de liste            | Tête de liste      | Liste          | Premier tour | Premier tour | Second tour | Second tour | Sièges | Sièges |
| Tête de liste            | Tête de liste      | Liste          | Voix         | %            | Voix        | %           | CM     | CC     |
| ------------------------ | ------------------ | -------------- | ------------ | ------------ | ----------- | ----------- | ------ | ------ |
|                          | Norbert Santin     | DVD            | 1 222        | 37,95        | 1 658       | 48,11       | 22     | 5      |
|                          | Monique Goguelat * | PS             | 1 096        | 34,03        | 1 318       | 38,24       | 5      | 1      |
|                          | Pascal Voirin      | FN             | 643          | 19,96        | 470         | 13,63       | 2      |        |
|                          | Sylvie Cruzillac   | PG             | 259          | 8,04         |             |             |        |        |
|                          |                    |                |              |              |             |             |        |        |
| Inscrits                 | Inscrits           | Inscrits       | 5 512        | 100,00       | 5 512       | 100,00      |        |        |
| Abstentions              | Abstentions        | Abstentions    | 2 207        | 40,04        | 2 003       | 36,34       |        |        |
| Votants                  | Votants            | Votants        | 3 305        | 59,96        | 3 509       | 63,66       |        |        |
| Blancs et nuls           | Blancs et nuls     | Blancs et nuls | 85           | 2,57         | 63          | 1,80        |        |        |
| Exprimés                 | Exprimés           | Exprimés       | 3 220        | 97,43        | 3 446       | 98,20       |        |        |
| * Liste du maire sortant |                    |                |              |              |             |             |        |        |

### Saint-Germain-lès-Corbeil
- Maire sortant : Jean-Pierre Marcelin (DVD)
- 29 sièges à pourvoir au conseil municipal (population légale 2011 : 7 242 habitants)
- 7 sièges à pourvoir au conseil communautaire (CA Grand Paris Sud)

| Tête de liste            | Tête de liste          | Liste          | Premier tour | Premier tour | Second tour | Second tour | Sièges | Sièges |
| Tête de liste            | Tête de liste          | Liste          | Voix         | %            | Voix        | %           | CM     | CC     |
| ------------------------ | ---------------------- | -------------- | ------------ | ------------ | ----------- | ----------- | ------ | ------ |
|                          | Yann Petel             | DVD            | 989          | 30,08        | 1 980       | 59,90       | 23     | 6      |
|                          | Jean-Pierre Marcelin * | DVD            | 925          | 28,14        | 1 325       | 40,09       | 6      | 1      |
|                          | Daniel Labanowski      | UMP            | 877          | 26,68        |             |             |        |        |
|                          | Nathalie Lavaud        | DVD            | 496          | 15,08        |             |             |        |        |
|                          |                        |                |              |              |             |             |        |        |
| Inscrits                 | Inscrits               | Inscrits       | 5 306        | 100,00       | 5 306       | 100,00      |        |        |
| Abstentions              | Abstentions            | Abstentions    | 1 921        | 36,20        | 1 857       | 35,00       |        |        |
| Votants                  | Votants                | Votants        | 3 385        | 63,80        | 3 449       | 65,00       |        |        |
| Blancs et nuls           | Blancs et nuls         | Blancs et nuls | 98           | 2,90         | 144         | 4,18        |        |        |
| Exprimés                 | Exprimés               | Exprimés       | 3 287        | 97,10        | 3 305       | 95,82       |        |        |
| * Liste du maire sortant |                        |                |              |              |             |             |        |        |

### Saint-Michel-sur-Orge
- Maire sortant : Bernard Zunino (UMP)
- 35 sièges à pourvoir au conseil municipal (population légale 2011 : 20 224 habitants)
- 8 sièges à pourvoir au conseil communautaire (CA Cœur d'Essonne Agglomération)

|                          | Bernard Zunino *   | UMP-UDI        | 3 372  | 51,80  | 27 | 6 |  |  |
|                          | Christian Soubra   | PS-PCF-EELV    | 1 987  | 30,52  | 5  | 1 |  |  |
|                          | Jean-Louis Berland | FG             | 1 150  | 17,66  | 3  | 1 |  |  |
|                          |                    |                |        |        |    |   |  |  |
| Inscrits                 | Inscrits           | Inscrits       | 12 829 | 100,00 |    |   |  |  |
| Abstentions              | Abstentions        | Abstentions    | 5 995  | 46,73  |    |   |  |  |
| Votants                  | Votants            | Votants        | 6 834  | 53,27  |    |   |  |  |
| Blancs et nuls           | Blancs et nuls     | Blancs et nuls | 325    | 4,76   |    |   |  |  |
| Exprimés                 | Exprimés           | Exprimés       | 6 509  | 95,24  |    |   |  |  |
| * Liste du maire sortant |                    |                |        |        |    |   |  |  |

### Saint-Pierre-du-Perray
- Maire sortant : Pierre de Rus (PS)
- 29 sièges à pourvoir au conseil municipal (population légale 2011 : 8 618 habitants)
- 13 sièges à pourvoir au conseil communautaire (CA Grand Paris Sud)

|                          | Catherine Aliquot-Vialat | UMP            | 1 965 | 55,05  | 23 | 11 |  |  |
|                          | Pierre de Rus *          | PS             | 1 176 | 32,95  | 5  | 2  |  |  |
|                          | Marie-France Winghardt   | FG             | 428   | 11,99  | 1  |    |  |  |
|                          |                          |                |       |        |    |    |  |  |
| Inscrits                 | Inscrits                 | Inscrits       | 5 845 | 100,00 |    |    |  |  |
| Abstentions              | Abstentions              | Abstentions    | 2 150 | 36,78  |    |    |  |  |
| Votants                  | Votants                  | Votants        | 3 695 | 63,22  |    |    |  |  |
| Blancs et nuls           | Blancs et nuls           | Blancs et nuls | 126   | 3,41   |    |    |  |  |
| Exprimés                 | Exprimés                 | Exprimés       | 3 569 | 96,59  |    |    |  |  |
| * Liste du maire sortant |                          |                |       |        |    |    |  |  |

### Sainte-Geneviève-des-Bois
- Maire sortant : Olivier Léonhardt (PS)
- 39 sièges à pourvoir au conseil municipal (population légale 2011 : 34 771 habitants)
- 13 sièges à pourvoir au conseil communautaire (CA Cœur d'Essonne Agglomération)

|                          | Olivier Léonhardt * | PS-PCF-EELV    | 5 996  | 51,41  | 30 | 11 |  |  |
|                          | Jean Pouch          | UMP-UDI        | 2 927  | 25,10  | 5  | 1  |  |  |
|                          | Gaël Fouilleul      | FN             | 1 786  | 15,31  | 3  | 1  |  |  |
|                          | François Delapierre | FG             | 952    | 8,16   | 1  |    |  |  |
|                          |                     |                |        |        |    |    |  |  |
| Inscrits                 | Inscrits            | Inscrits       | 20 933 | 100,00 |    |    |  |  |
| Abstentions              | Abstentions         | Abstentions    | 8 941  | 42,71  |    |    |  |  |
| Votants                  | Votants             | Votants        | 11 992 | 57,29  |    |    |  |  |
| Blancs et nuls           | Blancs et nuls      | Blancs et nuls | 331    | 2,76   |    |    |  |  |
| Exprimés                 | Exprimés            | Exprimés       | 11 661 | 97,24  |    |    |  |  |
| * Liste du maire sortant |                     |                |        |        |    |    |  |  |

### Saintry-sur-Seine
- Maire sortant : Michel Carreno (PS)
- 29 sièges à pourvoir au conseil municipal (population légale 2011 : 5 140 habitants)
- 9 sièges à pourvoir au conseil communautaire (CA Grand Paris Sud)

| Tête de liste            | Tête de liste       | Liste          | Premier tour | Premier tour | Second tour | Second tour | Sièges | Sièges |
| Tête de liste            | Tête de liste       | Liste          | Voix         | %            | Voix        | %           | CM     | CC     |
| ------------------------ | ------------------- | -------------- | ------------ | ------------ | ----------- | ----------- | ------ | ------ |
|                          | Michel Carreno *    | DVG            | 781          | 30,96        | 1 147       | 42,92       | 6      | 2      |
|                          | Martine Cartau-Oury | DVD            | 744          | 29,50        | 1 196       | 44,76       | 22     | 7      |
|                          | Johnny Da Costa     | UMP            | 607          | 24,06        |             |             |        |        |
|                          | Alain Herschkorn    | DVG            | 390          | 15,46        | 329         | 12,31       | 1      |        |
|                          |                     |                |              |              |             |             |        |        |
| Inscrits                 | Inscrits            | Inscrits       | 4 096        | 100,00       | 4 096       | 100,00      |        |        |
| Abstentions              | Abstentions         | Abstentions    | 1 484        | 36,23        | 1 337       | 32,64       |        |        |
| Votants                  | Votants             | Votants        | 2 612        | 63,77        | 2 759       | 67,36       |        |        |
| Blancs et nuls           | Blancs et nuls      | Blancs et nuls | 90           | 3,45         | 87          | 3,15        |        |        |
| Exprimés                 | Exprimés            | Exprimés       | 2 522        | 96,55        | 2 672       | 96,85       |        |        |
| * Liste du maire sortant |                     |                |              |              |             |             |        |        |

### Saulx-les-Chartreux
- Maire sortant : Jean Flégeo (PCF)
- 29 sièges à pourvoir au conseil municipal (population légale 2011 : 5 065 habitants)
- 3 sièges à pourvoir au conseil communautaire (CA Paris-Saclay)

|                          | Jean Flégeo *  | DVG            | 1 221 | 55,90  | 23 | 2 |  |  |
|                          | Jacques Bisson | UMP            | 963   | 44,09  | 6  | 1 |  |  |
|                          |                |                |       |        |    |   |  |  |
| Inscrits                 | Inscrits       | Inscrits       | 3 687 | 100,00 |    |   |  |  |
| Abstentions              | Abstentions    | Abstentions    | 1 383 | 37,51  |    |   |  |  |
| Votants                  | Votants        | Votants        | 2 304 | 62,49  |    |   |  |  |
| Blancs et nuls           | Blancs et nuls | Blancs et nuls | 120   | 5,21   |    |   |  |  |
| Exprimés                 | Exprimés       | Exprimés       | 2 184 | 94,79  |    |   |  |  |
| * Liste du maire sortant |                |                |       |        |    |   |  |  |

### Savigny-sur-Orge
- Maire sortant : Laurence Spicher-Bernier (UMP)
- 39 sièges à pourvoir au conseil municipal (population légale 2011 : 37 132 habitants)
- 18 sièges à pourvoir au conseil communautaire (Métropole du Grand Paris)

| Tête de liste            | Tête de liste              | Liste          | Premier tour | Premier tour | Second tour | Second tour | Sièges | Sièges |
| Tête de liste            | Tête de liste              | Liste          | Voix         | %            | Voix        | %           | CM     | CC     |
| ------------------------ | -------------------------- | -------------- | ------------ | ------------ | ----------- | ----------- | ------ | ------ |
|                          | Pierre Guyard              | PS-PCF-EELV    | 2 893        | 21,76        | 4 595       | 32,65       | 6      | 3      |
|                          | Éric Mehlhorn              | UMP            | 2 781        | 20,92        | 5 366       | 38,13       | 28     | 13     |
|                          | Laurence Spicher-Bernier * | UDI            | 2 662        | 20,03        | 2 500       | 17,76       | 3      | 1      |
|                          | Audrey Guibert             | FN             | 1 933        | 14,54        | 1 610       | 11,44       | 2      | 1      |
|                          | David Fabre                | DVG            | 1 782        | 13,40        |             |             |        |        |
|                          | Olivier Vagneux            | DVD            | 861          | 6,47         |             |             |        |        |
|                          | Jean Estivill              | DVG            | 378          | 2,84         |             |             |        |        |
|                          |                            |                |              |              |             |             |        |        |
| Inscrits                 | Inscrits                   | Inscrits       | 23 224       | 100,00       | 23 226      | 100,00      |        |        |
| Abstentions              | Abstentions                | Abstentions    | 9 587        | 41,28        | 8 801       | 37,89       |        |        |
| Votants                  | Votants                    | Votants        | 13 637       | 58,72        | 14 425      | 62,11       |        |        |
| Blancs et nuls           | Blancs et nuls             | Blancs et nuls | 347          | 2,54         | 354         | 2,45        |        |        |
| Exprimés                 | Exprimés                   | Exprimés       | 13 290       | 97,46        | 14 071      | 97,55       |        |        |
| * Liste du maire sortant |                            |                |              |              |             |             |        |        |

### Soisy-sur-Seine
- Maire sortant : Jean-Baptiste Rousseau (DVG)
- 29 sièges à pourvoir au conseil municipal (population légale 2011 : 6 922 habitants)
- 6 sièges à pourvoir au conseil communautaire (CA Grand Paris Sud)

|                          | Jean Baptiste Rousseau * | SE             | 2 487 | 74,03  | 26 | 6 |  |  |
|                          | Stéphane Faure           | DVD            | 641   | 19,08  | 2  |   |  |  |
|                          | Michel Toulon            | PS-PCF-EELV    | 231   | 6,87   | 1  |   |  |  |
|                          |                          |                |       |        |    |   |  |  |
| Inscrits                 | Inscrits                 | Inscrits       | 5 539 | 100,00 |    |   |  |  |
| Abstentions              | Abstentions              | Abstentions    | 2 120 | 38,27  |    |   |  |  |
| Votants                  | Votants                  | Votants        | 3 419 | 61,73  |    |   |  |  |
| Blancs et nuls           | Blancs et nuls           | Blancs et nuls | 60    | 1,75   |    |   |  |  |
| Exprimés                 | Exprimés                 | Exprimés       | 3 359 | 98,25  |    |   |  |  |
| * Liste du maire sortant |                          |                |       |        |    |   |  |  |

### Verrières-le-Buisson
- Maire sortant : Thomas Joly (DVD)
- 33 sièges à pourvoir au conseil municipal (population légale 2011 : 15 534 habitants)
- 5 sièges à pourvoir au conseil communautaire (CA Paris-Saclay)

|                          | Thomas Joly *         | UMP-UDI        | 4 632  | 64,93  | 28 | 5 |  |  |
|                          | Baptiste Fournier     | PS             | 1 965  | 27,54  | 4  |   |  |  |
|                          | Dominique Grissolange | DVG            | 536    | 7,51   | 1  |   |  |  |
|                          |                       |                |        |        |    |   |  |  |
| Inscrits                 | Inscrits              | Inscrits       | 12 622 | 100,00 |    |   |  |  |
| Abstentions              | Abstentions           | Abstentions    | 5 240  | 41,51  |    |   |  |  |
| Votants                  | Votants               | Votants        | 7 382  | 58,49  |    |   |  |  |
| Blancs et nuls           | Blancs et nuls        | Blancs et nuls | 249    | 3,37   |    |   |  |  |
| Exprimés                 | Exprimés              | Exprimés       | 7 133  | 96,63  |    |   |  |  |
| * Liste du maire sortant |                       |                |        |        |    |   |  |  |

### Vigneux-sur-Seine
- Maire sortant : Serge Poinsot (PR)
- 35 sièges à pourvoir au conseil municipal (population légale 2011 : 28 289 habitants)
- 17 sièges à pourvoir au conseil communautaire (CA Val d'Yerres Val de Seine)

| Tête de liste            | Tête de liste     | Liste          | Premier tour | Premier tour | Second tour | Second tour | Sièges | Sièges |
| Tête de liste            | Tête de liste     | Liste          | Voix         | %            | Voix        | %           | CM     | CC     |
| ------------------------ | ----------------- | -------------- | ------------ | ------------ | ----------- | ----------- | ------ | ------ |
|                          | Serge Poinsot *   | UDI-UMP        | 3 184        | 35,00        | 4 244       | 44,90       | 26     | 13     |
|                          | Didier Hoeltgen   | PS-PCF-EELV    | 2 296        | 25,24        | 3 731       | 39,47       | 7      | 3      |
|                          | Jacques Stouvenel | FN             | 1 355        | 14,89        | 1 477       | 15,62       | 2      | 1      |
|                          | Jacques Vaudron   | DVD            | 1 208        | 13,28        |             |             |        |        |
|                          | Patrice Finel     | FG             | 873          | 9,59         |             |             |        |        |
|                          | Laurent Tournier  | EXG            | 179          | 1,96         |             |             |        |        |
|                          |                   |                |              |              |             |             |        |        |
| Inscrits                 | Inscrits          | Inscrits       | 17 453       | 100,00       | 17 453      | 100,00      |        |        |
| Abstentions              | Abstentions       | Abstentions    | 8 012        | 45,91        | 7 574       | 43,40       |        |        |
| Votants                  | Votants           | Votants        | 9 441        | 54,09        | 9 879       | 56,60       |        |        |
| Blancs et nuls           | Blancs et nuls    | Blancs et nuls | 346          | 3,66         | 427         | 4,32        |        |        |
| Exprimés                 | Exprimés          | Exprimés       | 9 095        | 96,34        | 9 452       | 95,68       |        |        |
| * Liste du maire sortant |                   |                |              |              |             |             |        |        |

### Villabé
- Maire sortant : Irène Maggini (PS)
- 29 sièges à pourvoir au conseil municipal (population légale 2011 : 5 010 habitants)
- 3 sièges à pourvoir au conseil communautaire (CA Grand Paris Sud)

| Tête de liste            | Tête de liste   | Liste          | Premier tour | Premier tour | Second tour | Second tour | Sièges | Sièges |
| Tête de liste            | Tête de liste   | Liste          | Voix         | %            | Voix        | %           | CM     | CC     |
| ------------------------ | --------------- | -------------- | ------------ | ------------ | ----------- | ----------- | ------ | ------ |
|                          | Karl Dirat      | SE             | 804          | 37,53        | 1 030       | 44,26       | 21     | 2      |
|                          | Irène Maggini * | PS-PCF-EELV    | 786          | 36,69        | 957         | 41,12       | 6      | 1      |
|                          | Isabelle Wirth  | MoDem          | 552          | 25,77        | 340         | 14,61       | 2      |        |
|                          |                 |                |              |              |             |             |        |        |
| Inscrits                 | Inscrits        | Inscrits       | 3 446        | 100,00       | 3 446       | 100,00      |        |        |
| Abstentions              | Abstentions     | Abstentions    | 1 220        | 35,40        | 1 055       | 30,62       |        |        |
| Votants                  | Votants         | Votants        | 2 226        | 64,60        | 2 391       | 69,38       |        |        |
| Blancs et nuls           | Blancs et nuls  | Blancs et nuls | 84           | 3,77         | 64          | 2,68        |        |        |
| Exprimés                 | Exprimés        | Exprimés       | 2 142        | 96,23        | 2 327       | 97,32       |        |        |
| * Liste du maire sortant |                 |                |              |              |             |             |        |        |

### Villebon-sur-Yvette
- Maire sortant : Dominique Fontenaille (DVD)
- 29 sièges à pourvoir au conseil municipal (population légale 2011 : 9 742 habitants)
- 4 sièges à pourvoir au conseil communautaire (CA Paris-Saclay)

|                          | Dominique Fontenaille * | UMP-UDI        | 2 965 | 70,71  | 25 | 4 |  |  |
|                          | Ophélie Guin            | PS-PCF-EELV    | 1 228 | 29,28  | 4  |   |  |  |
|                          |                         |                |       |        |    |   |  |  |
| Inscrits                 | Inscrits                | Inscrits       | 7 279 | 100,00 |    |   |  |  |
| Abstentions              | Abstentions             | Abstentions    | 2 909 | 39,96  |    |   |  |  |
| Votants                  | Votants                 | Votants        | 4 370 | 60,04  |    |   |  |  |
| Blancs et nuls           | Blancs et nuls          | Blancs et nuls | 177   | 4,05   |    |   |  |  |
| Exprimés                 | Exprimés                | Exprimés       | 4 193 | 95,95  |    |   |  |  |
| * Liste du maire sortant |                         |                |       |        |    |   |  |  |

### Villemoisson-sur-Orge
- Maire sortant : François Cholley (DVD)
- 29 sièges à pourvoir au conseil municipal (population légale 2011 : 6 977 habitants)
- 2 sièges à pourvoir au conseil communautaire (CA Cœur d'Essonne Agglomération)

|                          | François Cholley * | UMP-UDI        | 2 208 | 74,56  | 26 | 2 |  |  |
|                          | Jean-David Novel   | PS             | 753   | 25,43  | 3  |   |  |  |
|                          |                    |                |       |        |    |   |  |  |
| Inscrits                 | Inscrits           | Inscrits       | 5 112 | 100,00 |    |   |  |  |
| Abstentions              | Abstentions        | Abstentions    | 2 024 | 39,59  |    |   |  |  |
| Votants                  | Votants            | Votants        | 3 088 | 60,41  |    |   |  |  |
| Blancs et nuls           | Blancs et nuls     | Blancs et nuls | 127   | 4,11   |    |   |  |  |
| Exprimés                 | Exprimés           | Exprimés       | 2 961 | 95,89  |    |   |  |  |
| * Liste du maire sortant |                    |                |       |        |    |   |  |  |

### Villiers-sur-Orge
- Maire sortant : Thérèse Leroux-Lamare (UMP)
- 27 sièges à pourvoir au conseil municipal (population légale 2011 : 3 886 habitants)
- 1 sièges à pourvoir au conseil communautaire (CA Cœur d'Essonne Agglomération)

| Tête de liste            | Tête de liste    | Liste          | Premier tour | Premier tour | Second tour | Second tour | Sièges | Sièges |
| Tête de liste            | Tête de liste    | Liste          | Voix         | %            | Voix        | %           | CM     | CC     |
| ------------------------ | ---------------- | -------------- | ------------ | ------------ | ----------- | ----------- | ------ | ------ |
|                          | Thérèse Leroux * | UMP-UDI        | 840          | 44,56        | 856         | 44,95       | 20     | 1      |
|                          | Gilles Fraysse   | DVG            | 487          | 25,83        | 623         | 32,72       | 4      |        |
|                          | François Dhondt  | DVD            | 333          | 17,66        | 258         | 13,55       | 2      |        |
|                          | Claude Chevrier  | DVG            | 225          | 11,93        | 167         | 8,77        | 1      |        |
|                          |                  |                |              |              |             |             |        |        |
| Inscrits                 | Inscrits         | Inscrits       | 3 043        | 100,00       | 3 043       | 100,00      |        |        |
| Abstentions              | Abstentions      | Abstentions    | 1 085        | 35,66        | 1 091       | 35,85       |        |        |
| Votants                  | Votants          | Votants        | 1 958        | 64,34        | 1 952       | 64,15       |        |        |
| Blancs et nuls           | Blancs et nuls   | Blancs et nuls | 73           | 3,73         | 48          | 2,46        |        |        |
| Exprimés                 | Exprimés         | Exprimés       | 1 885        | 96,27        | 1 904       | 97,54       |        |        |
| * Liste du maire sortant |                  |                |              |              |             |             |        |        |

### Viry-Châtillon
- Maire sortant : Simone Mathieu (PG)
- 39 sièges à pourvoir au conseil municipal (population légale 2011 : 31 655 habitants)
- 25 sièges à pourvoir au conseil communautaire (Métropole du Grand Paris)

| Tête de liste            | Tête de liste      | Liste          | Premier tour | Premier tour | Second tour | Second tour | Sièges | Sièges |
| Tête de liste            | Tête de liste      | Liste          | Voix         | %            | Voix        | %           | CM     | CC     |
| ------------------------ | ------------------ | -------------- | ------------ | ------------ | ----------- | ----------- | ------ | ------ |
|                          | Jean-Marie Vilain  | DVD            | 3 953        | 40,20        | 6 682       | 64,93       | 32     | 21     |
|                          | Simone Mathieu *   | FG             | 2 406        | 24,47        | 3 608       | 35,06       | 7      | 4      |
|                          | Françoise Briand   | UMP            | 1 992        | 20,26        |             |             |        |        |
|                          | Dominique Lebreton | PS             | 1 481        | 15,06        |             |             |        |        |
|                          |                    |                |              |              |             |             |        |        |
| Inscrits                 | Inscrits           | Inscrits       | 18 986       | 100,00       | 18 986      | 100,00      |        |        |
| Abstentions              | Abstentions        | Abstentions    | 8 794        | 46,32        | 8 303       | 43,73       |        |        |
| Votants                  | Votants            | Votants        | 10 192       | 53,68        | 10 683      | 56,27       |        |        |
| Blancs et nuls           | Blancs et nuls     | Blancs et nuls | 360          | 3,53         | 393         | 3,68        |        |        |
| Exprimés                 | Exprimés           | Exprimés       | 9 832        | 96,47        | 10 290      | 96,32       |        |        |
| * Liste du maire sortant |                    |                |              |              |             |             |        |        |

### Wissous
- Maire sortant : Régis Roy-Chevalier (PS)
- 29 sièges à pourvoir au conseil municipal (population légale 2011 : 6 093 habitants)
- 2 sièges à pourvoir au conseil communautaire (CA Paris-Saclay)

| Tête de liste            | Tête de liste            | Liste          | Premier tour | Premier tour | Second tour | Second tour | Sièges | Sièges |
| Tête de liste            | Tête de liste            | Liste          | Voix         | %            | Voix        | %           | CM     | CC     |
| ------------------------ | ------------------------ | -------------- | ------------ | ------------ | ----------- | ----------- | ------ | ------ |
|                          | Richard Trinquier        | DVD            | 1 156        | 34,24        | 1 697       | 49,31       | 22     | 2      |
|                          | Régis Roy-Chevalier *    | DVG            | 1 037        | 30,71        | 1 341       | 38,97       | 6      |        |
|                          | Philippe de Fruyt        | DVD            | 823          | 24,37        |             |             |        |        |
|                          | Évelyne Bague-Van Besien | DVD            | 360          | 10,66        | 403         | 11,71       | 1      |        |
|                          |                          |                |              |              |             |             |        |        |
| Inscrits                 | Inscrits                 | Inscrits       | 5 316        | 100,00       | 5 316       | 100,00      |        |        |
| Abstentions              | Abstentions              | Abstentions    | 1 847        | 34,74        | 1 791       | 33,69       |        |        |
| Votants                  | Votants                  | Votants        | 3 469        | 65,26        | 3 525       | 66,31       |        |        |
| Blancs et nuls           | Blancs et nuls           | Blancs et nuls | 93           | 2,68         | 84          | 2,38        |        |        |
| Exprimés                 | Exprimés                 | Exprimés       | 3 376        | 97,32        | 3 441       | 97,62       |        |        |
| * Liste du maire sortant |                          |                |              |              |             |             |        |        |

### Yerres
- Maire sortant : Nicolas Dupont-Aignan (DLR)
- 35 sièges à pourvoir au conseil municipal (population légale 2011 : 28 933 habitants)
- 15 sièges à pourvoir au conseil communautaire (CA Val d'Yerres Val de Seine)

|                          | Nicolas Dupont-Aignan * | DLF            | 9 718  | 77,14  | 32 | 14 |  |  |
|                          | Alain Betant            | PS-PCF-EELV    | 1 425  | 11,31  | 2  | 1  |  |  |
|                          | Daphné Ract-Madoux      | DVD            | 922    | 7,31   | 1  |    |  |  |
|                          | Daniel Guernalec        | FG             | 532    | 4,22   |    |    |  |  |
|                          |                         |                |        |        |    |    |  |  |
| Inscrits                 | Inscrits                | Inscrits       | 20 941 | 100,00 |    |    |  |  |
| Abstentions              | Abstentions             | Abstentions    | 8 067  | 38,52  |    |    |  |  |
| Votants                  | Votants                 | Votants        | 12 874 | 61,48  |    |    |  |  |
| Blancs et nuls           | Blancs et nuls          | Blancs et nuls | 277    | 2,15   |    |    |  |  |
| Exprimés                 | Exprimés                | Exprimés       | 12 597 | 97,85  |    |    |  |  |
| * Liste du maire sortant |                         |                |        |        |    |    |  |  |